# Gilbert du Motier, Marquês de La Fayette
Marie-Joseph Paul Yves Roch Gilbert du Motier, Marquês de La Fayette (Chavaniac, 6 de setembro de 1757 – Paris, 20 de maio de 1834), conhecido nos Estados Unidos simplesmente como La Fayette ou pelo apelido ou epíteto "O Herói dos Dois Mundos", foi um aristocrata e militar francês que lutou pelo lado revolucionário na Guerra da Independência dos Estados Unidos e também foi uma figura importante na Revolução Francesa e na Revolução de Julho.
Durante a Revolução Americana, Lafayette serviu como major-general no Exército Continental, comandado por George Washington. Ferido na Batalha de Brandywine, ainda assim conseguiu organizar uma retirada com sucesso. Serviu com distinção na Batalha de Rhode Island. A meio da guerra, regressou à França para negociar um aumento do apoio francês. No seu regresso, bloqueou o avanço de tropas lideradas por Charles Cornwallis no cerco de Yorktown, enquanto os exércitos de Washington, e aqueles enviados pelo rei Luís XVI, sob o comando do general de Rochambeau, almirante de Grasse, e almirante de Latouche Tréville, se prepararam para a batalha contra os britânicos.
Em França, no ano de 1788, Lafayette foi chamado para a Assembleia dos Notáveis para tentar ajudar a resolver o problema da crise fiscal. Lafayette propôs uma reunião da Assembleia dos Estados Gerais, onde os representantes dos três níveis da sociedade francesa -clero, nobreza e povo — se encontraram. Foi vice-presidente da comissão organizadora da reunião e apresentou um esboço da Declaração dos Direitos do Homem e do Cidadão. Lafayette foi nomeado para comandante-em-chefe da Garde nationale em resposta à violência.
Apesar de fazer parte do Clube dos Trinta, durante a Revolução francesa à qual tinha aderido, tentou manter a ordem ao ponto de dar instruções à Garde nationale para disparar sobre os manifestantes no Champ de Mars, onde terão morrido cerca de 50 pessoas, em julho de 1791; por esta sua acção, acabou por ser perseguido pelos jacobinos. Em agosto de 1792, à medida que as facções radicais da Revolução viam o seu poder aumentado, Lafayette tentou fugir para os Estados Unidos através da República Holandesa. Foi capturado pelos austríacos e passou mais de cinco anos na prisão.
Lafayette regressou a França depois de Napoleão o tirar da prisão em 1797. Recusou participar no governo de Napoleão, mas foi eleito para a Câmara dos Deputados do governo dos Cem Dias, durante a Carta de 1815. Com a Restauração francesa, Lafayette tornou-se um membro liberal da Câmara dos Deputados em 1815, um cargo que manteve até à sua morte. Em 1824, o Presidente James Monroe convidou Lafayette para os Estados Unidos como "convidado da nação"; durante a viagem, visitou os 24 estados da união na época. Em honra do seu contributo para a Revolução Americana, muitas cidades e monumentos dos Estados Unidos têm o seu nome. Durante a Revolução de Julho de 1830 em França, Lafayette recusou uma oferta para se tornar ditador; em vez disso, apoiou Luís Filipe como monarca constitucional. Lafayette morreu a 20 de maio de 1834, e encontra-se sepultado no Cemitério de Picpus, em Paris, debaixo de terra trazida da sepultura de George Washington, de Mount Vernon.

## Antepassados

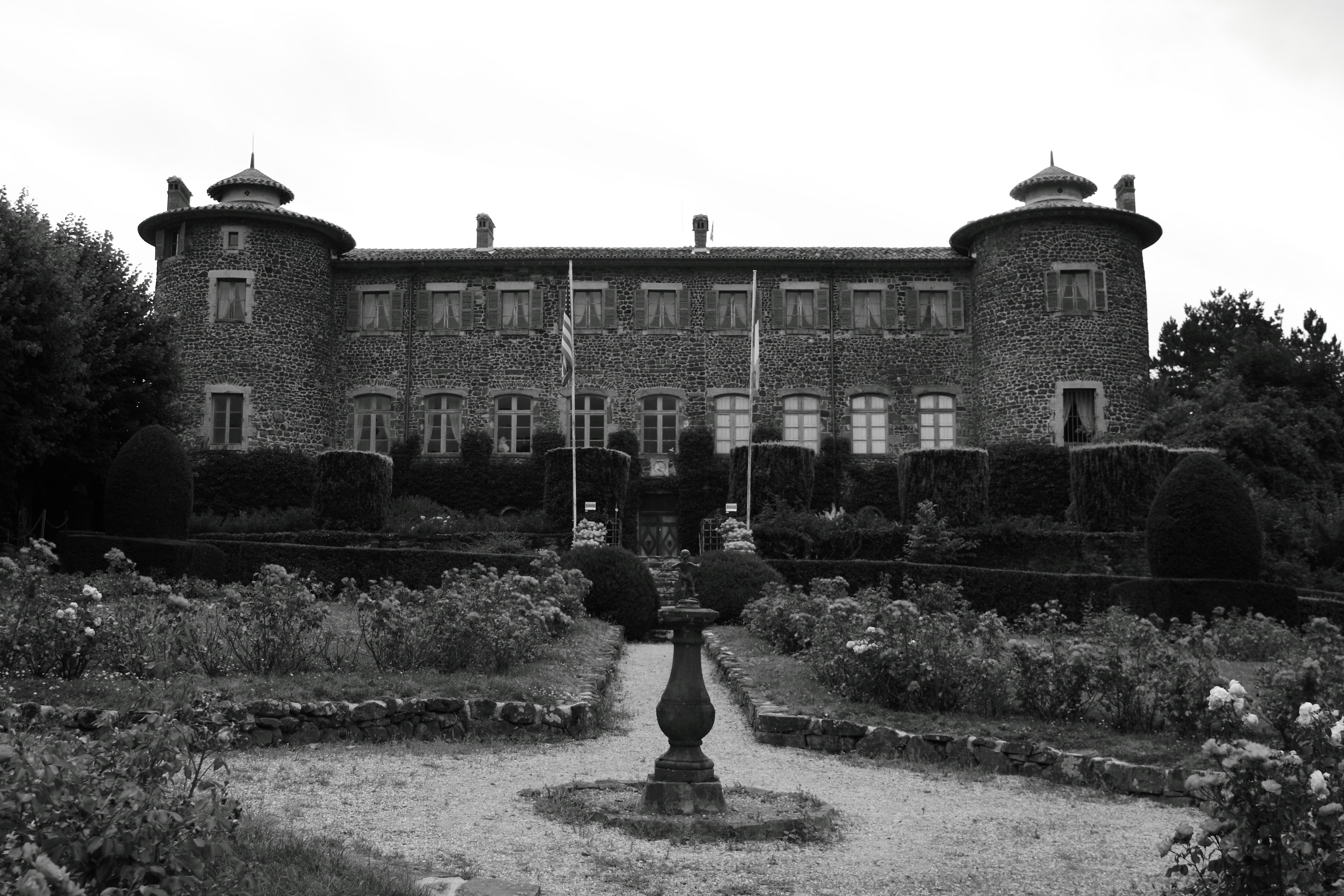
Local do nascimento de Lafayette em Chavaniac, Auvergne.

Lafayette nasceu em 6 de setembro de 1757, filho de Michel Louis Christophe Roch Gilbert Paulette du Motier, marquês de La Fayette, coronel de granadeiros, e de Marie Louise Jolie de La Rivière, no Castelo de Chavaniac, em Chavaniac, perto de Le Puy-en-Velay, no actual departamento de Haute-Loire. O seu nome completo é raramente utilizado; o habitual é ser referido como marquês de La Fayette ou Lafayette. O biógrafo Louis R. Gottschalk afirma que o marquês referia o seu nome como Lafayette e LaFayette.
A linhagem de Lafayette aparenta ser uma das mais antigas em Auvergne. Os membros da sua família sempre estiveram ligados a situações de perigo. Um familiar de Lafayette, o Marechal de França Gilbert de La Fayette III, era um companheiro-de-armas que liderou o exército de Joana d’Arc em Orléans. O seu bisavô era o conde de La Rivière, um antigo tenente-general dos Exércitos Reais. De acordo com a lenda, outro familiar terá adquirido a Coroa de espinhos durante a Sexta Cruzada. O tio de Lafayette, Jacques-Roch, morreu lutando contra os austríacos, e deixou o título de marquês ao pai de Lafayette.
O pai de Lafayette, atingido por um projéctil de canhão na Batalha de Minden, na Westphalia, morreu no dia 1 de agosto de 1759. Lafayette tornou-se Lorde de Chavaniac, mas a propriedade foi para a sua mãe.A mãe de Lafayette, e o seu avô materno, o marquês de La Rivière, morreram a 3 e 24 de abril de 1770, respectivamente, deixando a Lafayette um rendimento de 25 000 livres. Depois da morte de um tio, o pequeno Lafayette, de 12 anos de idade, herdou um montante anual de 12 000 000 livres. Lafayette cresceu com a sua avó materna, Mme de Chavaniac, que levou o seu castelo para a família no seu dote. Também parte dos membros da família, estavam as filhas de Mme de Chavaniac: Madeleine du Motier e Charlotte de Guérin, baronesa de Chavaniac.

## Partida de França

### Lafayette junta-se à Guerra da Independência dos Estados Unidos

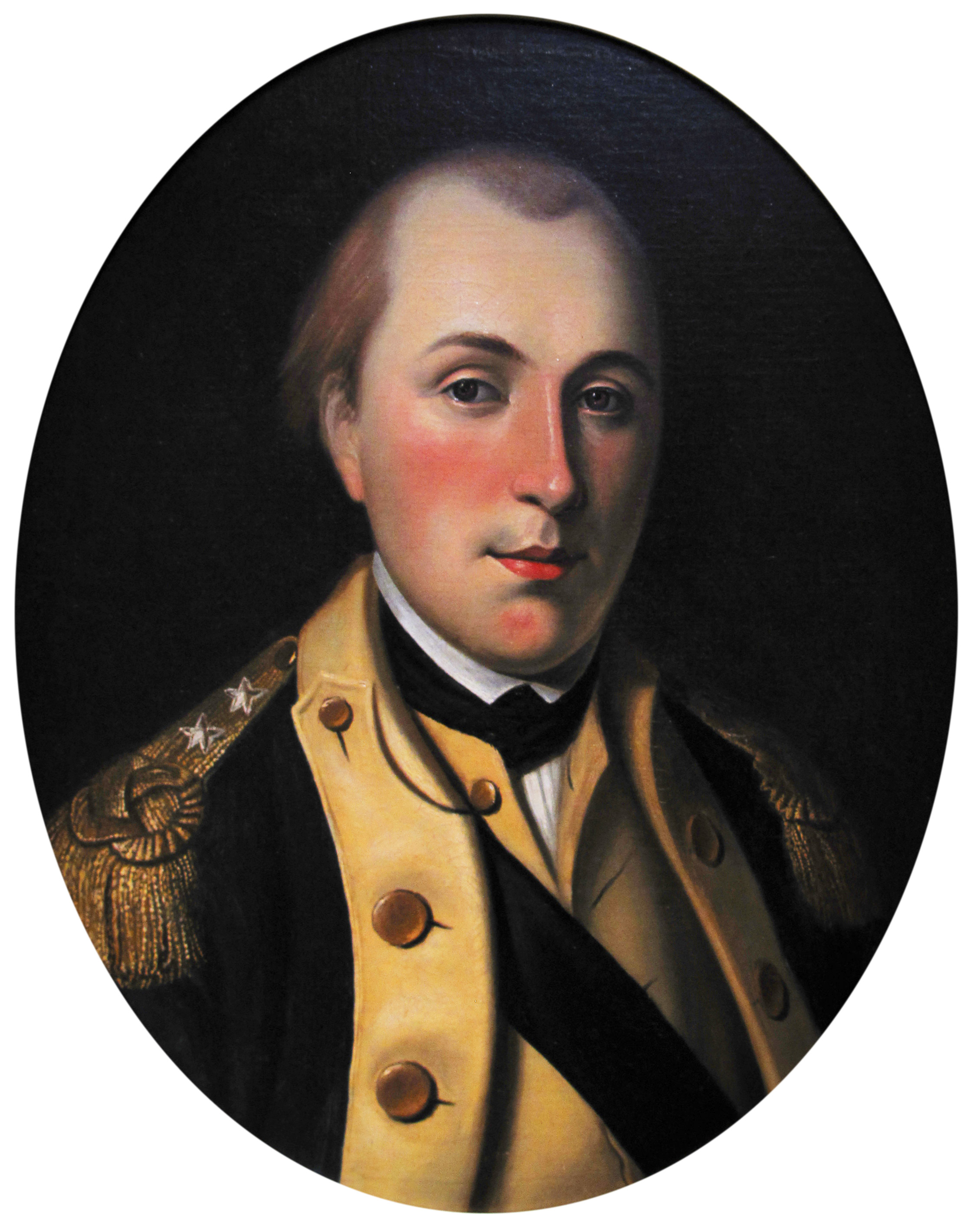
Marquês de Lafayette, quando jovem, num uniforme de major-general do Exército Continental.

Em 1775, Lafayette integrou os treinos anuais da sua unidade em Metz, onde conheceu Charles-François de Broglie, marquês de Ruffec, comandante do Exército do Leste. Quando soube da revolução, escreveu: "Meu coração se alistou e só pensei em juntar as cores". Lafayette regressou a Paris, no Outono, e participou nas sociétés de pensée (sociedades de pensamento) que discutiam sobre o envolvimento francês na Revolução Americana. Nestas reuniões, um dos mais activos intervenientes, Abbé Guillaume Raynal, deu especial atenção aos "direitos do homem". Criticou a nobreza, o clero e a prática da escravatura. A monarquia proibiu Raynal de discursar, passando ele a expressar as suas ideias nas Lojas maçónicas das quais Lafayette era membro.
A 7 de dezembro de 1776, Lafayette conseguiu entrar ao serviço dos Americanos, como major-general, através de um agente em Paris. Lafayette visitou o seu tio marquês de Noailles, embaixador na Grã-Bretanha. Durante um baile em casa de Lorde George Germain, conheceu Lorde Rawdon, Sir Henry Clinton na Ópera, e Lorde Shelburne num pequeno-almoço. Lafayette recusou encontrar-se com o rei George, e regressou após três semanas. Em 1777, o governo francês entregou um milhão de livres em abastecimentos aos militares americanos depois de o ministro Charles Gravier ter exercido pressão no sentido do envolvimento francês. De Broglie ficou intrigado com o seu antigo subordinado, o alemão Johann de Kalb, (que tinha efectuado um reconhecimento da América), por este ter enviado oficiais franceses para lutar ao lado dos americanos. De Broglie foi ter com Gravier, sugerindo apoio aos revolucionários americanos. De Broglie apresentou Lafayette, que tinha sido colocado em lista de reserva, de de Kalb.

### Partida para a América
De regresso a Paris, Lafayette soube que o Congresso Continental não tinha dinheiro para a sua viagem; deste modo, resolveu comprar o navio La Victoire. O rei proibiu-o oficialmente de deixar a Grã-Bretanha depois de espiões britânicos terem descoberto o seu plano, e emitiram uma ordem para que Lafayette se juntasse ao seu regimento do seu sogro em Marselha; caso desobedecesse a esta ordem, seria preso. O embaixador britânico deu ordem de arresto ao navio de Lafayette, que se encontrava ao largo de Bordéus, e Lafayette foi ameaçado de prisão. Viajou para Espanha para apoiara a causa americana. A 20 de abril de 1777, partiu para a América disfarçado de mulher, deixando a sua mulher grávida em França. O capitão do navio pretendia efectuar uma paragem nas Índias Ocidentais para bender mercadorias; no entanto, Lafayette, com receio de ser preso, comprou a carga para evitar que o navio atracasse nas ilhas. Desembarcou na ilha Norte perto de Georgetown, no dia 13 de junho de 1777.

## Revolução Americana

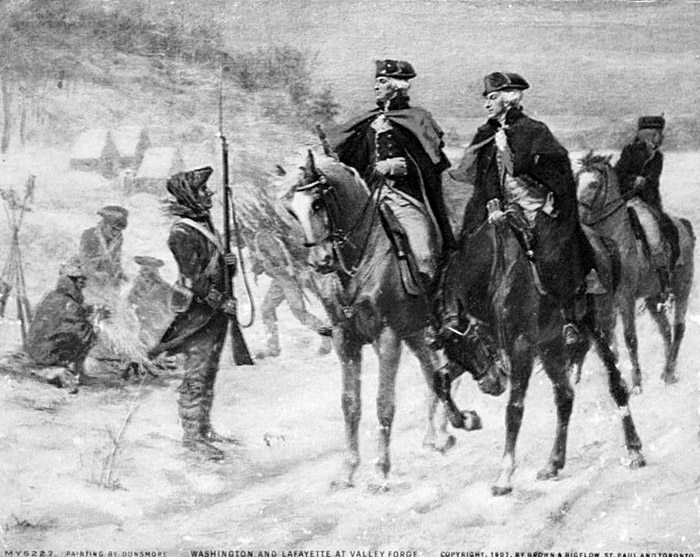
Washington e Lafayette em Valley Forge

Quando chegou, Lafayette encontrou-se com o major Benjamin Huger, com quem ficou durante duas semanas antes de partir para Filadélfia. O Congresso Continental atrasou a comissão de Lafayette, pois estavam fartos de "franceses em busca da glória ". No entanto, depois de Lafayette se ter oferecido sem qualquer tipo de pagamento, o Congresso atribuiu-lhe uma comissão como major-general a 31 de julho de 1777. Como não lhe foi dada qualquer unidade, por pouco não regressou a casa.
Benjamin Franklin escreveu a George Washington recomendando a aceitação de Lafayette como seu aide-de-camp, esperando que França, assim, enviasse mais apoios. Washington aceitou, e Lafayette encontrou-se com ele em Moland House, Condado de Bucks, no dia 10 de agosto de 1777. Quando lhe Washington transmitiu o seu embaraço relativamente ao estado do terreno e das suas tropas, Lafayette respondeu, "estou aqui para aprender, não para ensinar". Passou a integrar o estado-maior de Washington, embora houvesse alguma confusão em relação à sua posição. O Congresso via a sua comissão como honorária, enquanto ele se considerava um comandante em plenas funções, a quem seria atribuído o controlo de uma divisão quando Washington o achasse preparado. Para lhe passar esta informação, Washington disse a Lafayette que uma divisão não seria possível pois ele era um estrangeiro; no entanto, Washington disse-lhe que ficaria contente por o ter como "amigo e pai ".

### Brandywine, Albany e Conway Cabal

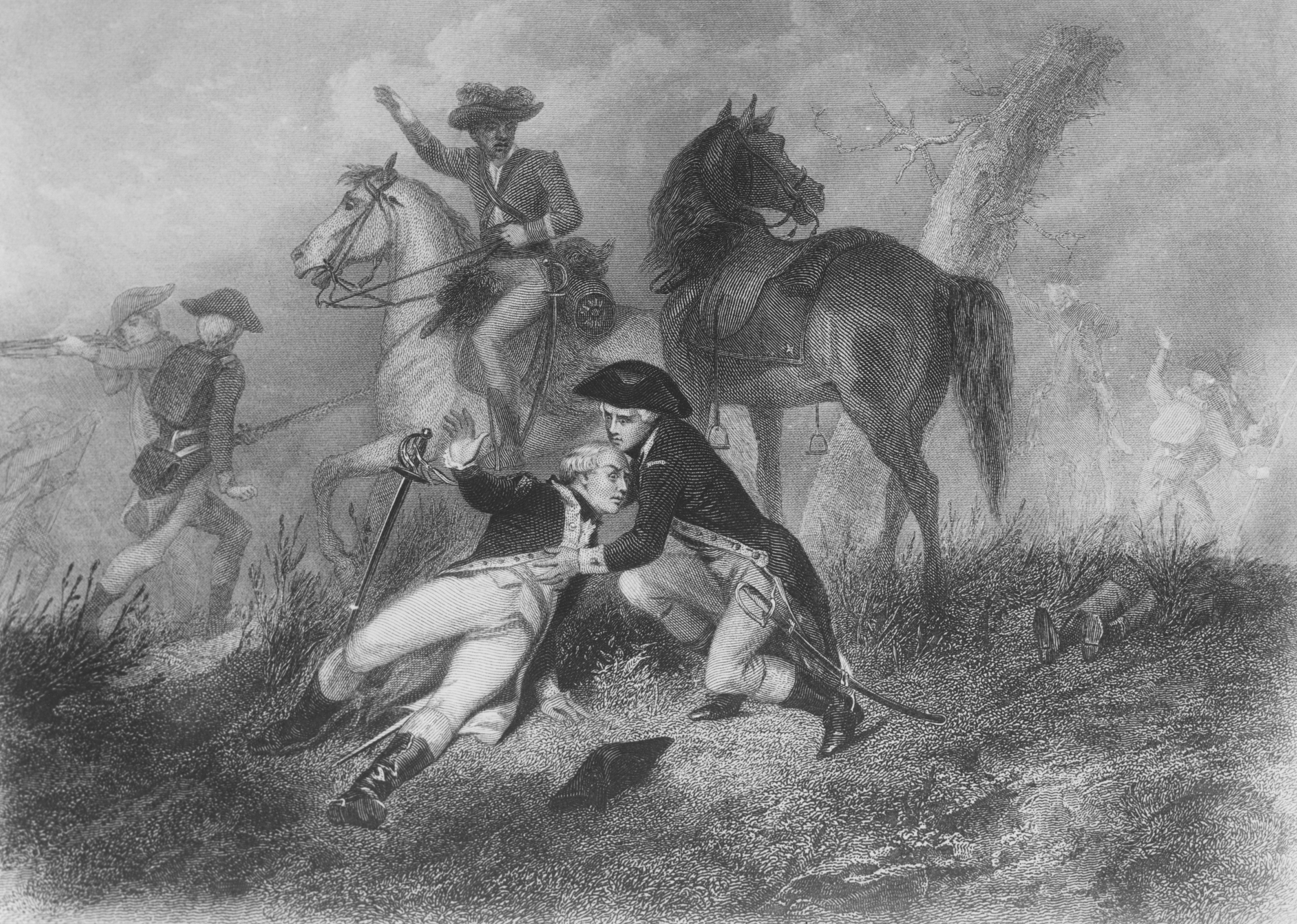
Lafayette ferido na batalha de Brandywine

A primeira batalha em que Lafayette participou foi em Brandywine, a 11 de setembro de 1777. Depois de os britânicos terem cercado os americanos, Washington enviou Lafayette para se juntar ao general John Sullivan. À chegada, Lafayette juntou-se à Terceira Brigada da Pensilvânia, comandada pelo brigadeiro Thomas Conway. No frente-a-frente com os britânicos e com os Hessianos, Lafayette foi atingido numa perna. Durante a retirada americana, Lafayette juntou as tropas, permitindo, assim, uma retirada mais organizada, antes de receber tratamento pelo seu ferimento. Depois da batalha, Washington registou o seu acto como "bravura e fervor militar " e recomendou-o para o comando de uma divisão numa carta enviada ao Congresso.
Lafayette regressou ao terreno em novembro depois de dois meses em recuperação na Igreja dos Irmãos Morávios, em Bethlehem, e recebeu o comando da divisão do major-general Adam Stephen. Apoiou o general Nathanael Greene no reconhecimento das posições britânicas em New Jersey; com 300 soldados, derrotou uma força numericamente superior de hessian em Gloucester, a 24 de novembro de 1777.
Lafayette voltou a Vale Forge no Inverno, onde o Conselho de Guerra liderado por Horatio Gates lhe pediu para preparar uma invasão do Canadá a partir de Albany, Nova Iorque. Thomas Conway esperava substituir Washington por Gates, que tinha sido bem-sucedido na Batalha de Saratoga. Ele delineou um plano conhecido como Conway Cabal, o qual separou Washington de Lafayette, um dos mais firmes apoiantes de Washington. Lafayette alertou Washington da sua suspeição acerca da trama, antes de se ir embora. Quando Lafayette chegou a Albany, verificou que as forças para preparar uma invasão ao Canadá eram insuficientes. Escreve a Washington sobre a situação, e elabora planos para regressar a Vale Forge. Antes de partir, recrutou a tribo Oneida, que chamava Lafayette de Kayewla (cavaleiro sem medo), para apoiar o lado americano. Em Vale Forge, criticou a decisão do Conselho de Guerra de tentar uma invasão do Canadá no Inverno. O Congresso Continental concordou, e Gates foi retirado do Conselho. Entretanto, os tratados assinados entre a América e a França foram tornados públicos em março de 1778, e a França reconheceu, formalmente, a independência americana.

### Barren Hill, Monmouth e Rhode Island

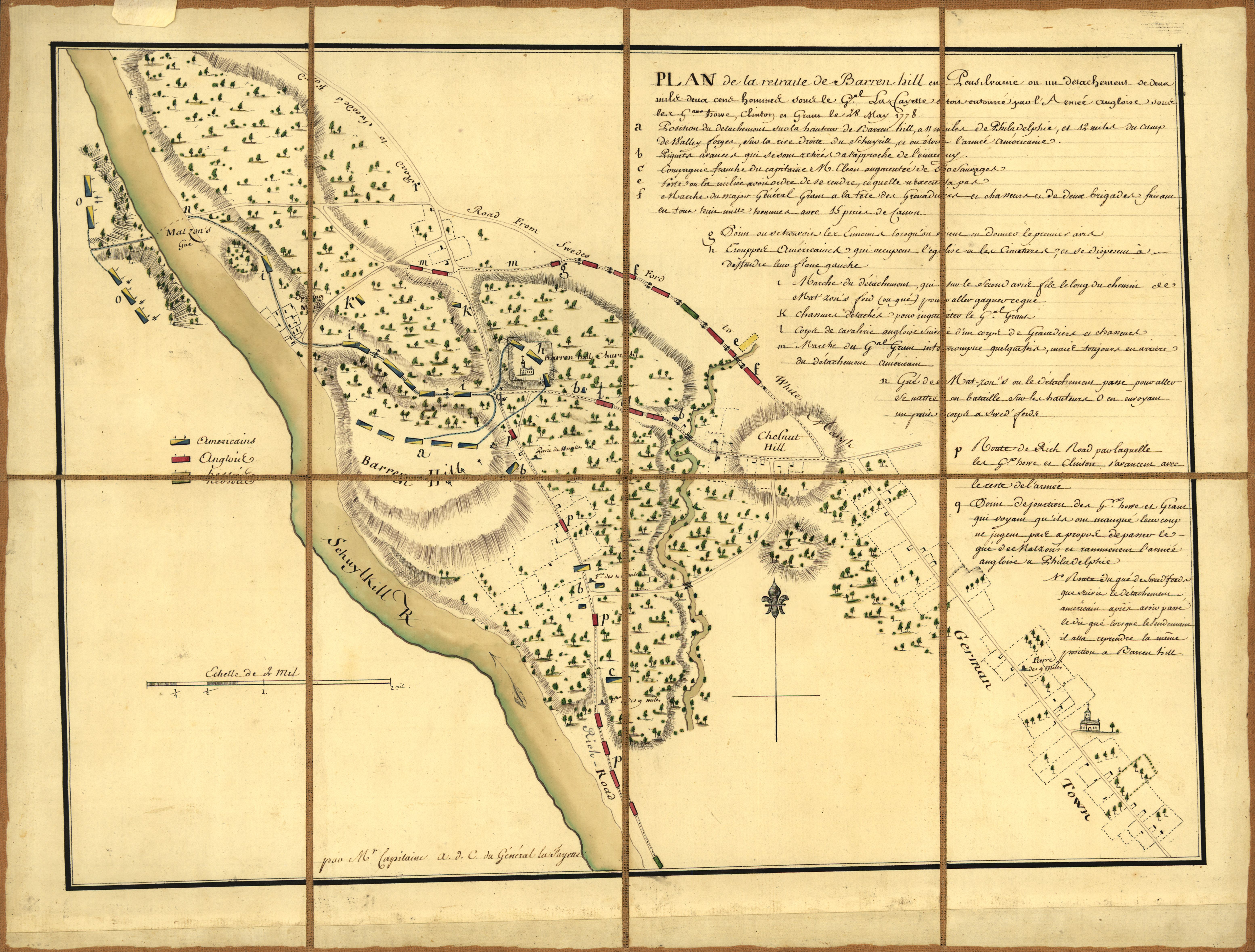
Mapa da batalha de Barren Hill

Os americanos tentaram perceber a reacção das forças britânicas com a entrada da França na guerra. A 18 de Maio de 1778, Washington enviou Lafayette com uma força de 2 mil homens para reconhecer a região de Barren Hill, Pensilvânia. No dia seguinte, os britânicos foram informados de que Lafayette tinha acampado perto, e enviaram 5 mil tropas para o capturar. A 20 de Maio, o general Howe seguiu com mais 6 mil soldados, e ordenou um ataque ao flanco esquerdo de Lafayette. O flanco foi quebrado, e Lafayette organizou uma retirada enquanto os britânicos não efectuaram qualquer acção. Para simular vantagem numérica, Lafayette deu ordem aos seus homens para saírem dos bosques de Barren Hill (actual Lafayette Hill), e para dispararem regularmente sobre os britânicos. As tropas de Lafayette conseguiram escapar por uma estrada, e ele próprio retirou por Matson's Ford com as suas restantes tropas.
Incapazes de apanhar Lafayette, os britânicos continuaram a sua marcha para norte, desde Filadélfia para Nova Iorque; o Exército Continental, incluindo Lafayette, seguiram-nos e, por fim, atacaram em Monmouth Courthouse em New Jersey. Em Monmouth, Washington nomeou o general Charles Lee para comandar a força atacante. A 28 de Junho, Lee dirigiu-se para o flanco britânico; contudo, pouco depois do início do combate, o seu comportamento começou a revelar-se estranho. Lafayette enviou uma mensagem a Washington para o enviar para a frente; quando chegou, deparou-se com os homens de Lee em retirada. Washington agrupou a força americana e repeliu dois ataques britânicos. Devido ao calor, os combates terminaram cedo, e os britânicos retiraram-se durante a noite.
A frota francesa chegou à América no dia 8 de julho de 1778, liderada pelo almirante d'Estaing, com quem Washington planeava atacar Newport, Rhode Island. Lafayette e o general Greene foram enviados com uma força de 3 mil homens para participarem no ataque. Lafayette queria ter o controlo de uma força franco-americana, mas foi rejeitado. A 9 de agosto, a força americana atacou os britânicos sem ter consultado d'Estaing. Quando os americanos pediram ao almirante que deixasse a sua frota em Baía de Narragansett, d'Estaing recusou e atacou os britânicos de Lorde Howe. O ataque conseguiu desorganizar a frota britânica, mas uma tempestade danificou os navios franceses.
D'Estaing levou os seus navios para norte, em direcção a Boston, para os reparar. Quando a frota chegou, os cidadãos desta cidade revoltaram-se porque consideravam a partida francesa de Newport uma deserção. John Hancock and Lafayette foram enviados para acalmar os ânimos. Depois, Lafayette regressou a Newport para preparar a retirada necessária devido à partida de d'Estaing. Por estas acções, Lafayette recebeu um elogio do Congresso Continental por "bravura, desempenho e prudência". Contudo, ao aperceber-se que a revolta ocorrida em Boston podia prejudicar a aliança franco-americana em França, solicitou permissão, sendo-lhe concedida, para voltar a França.

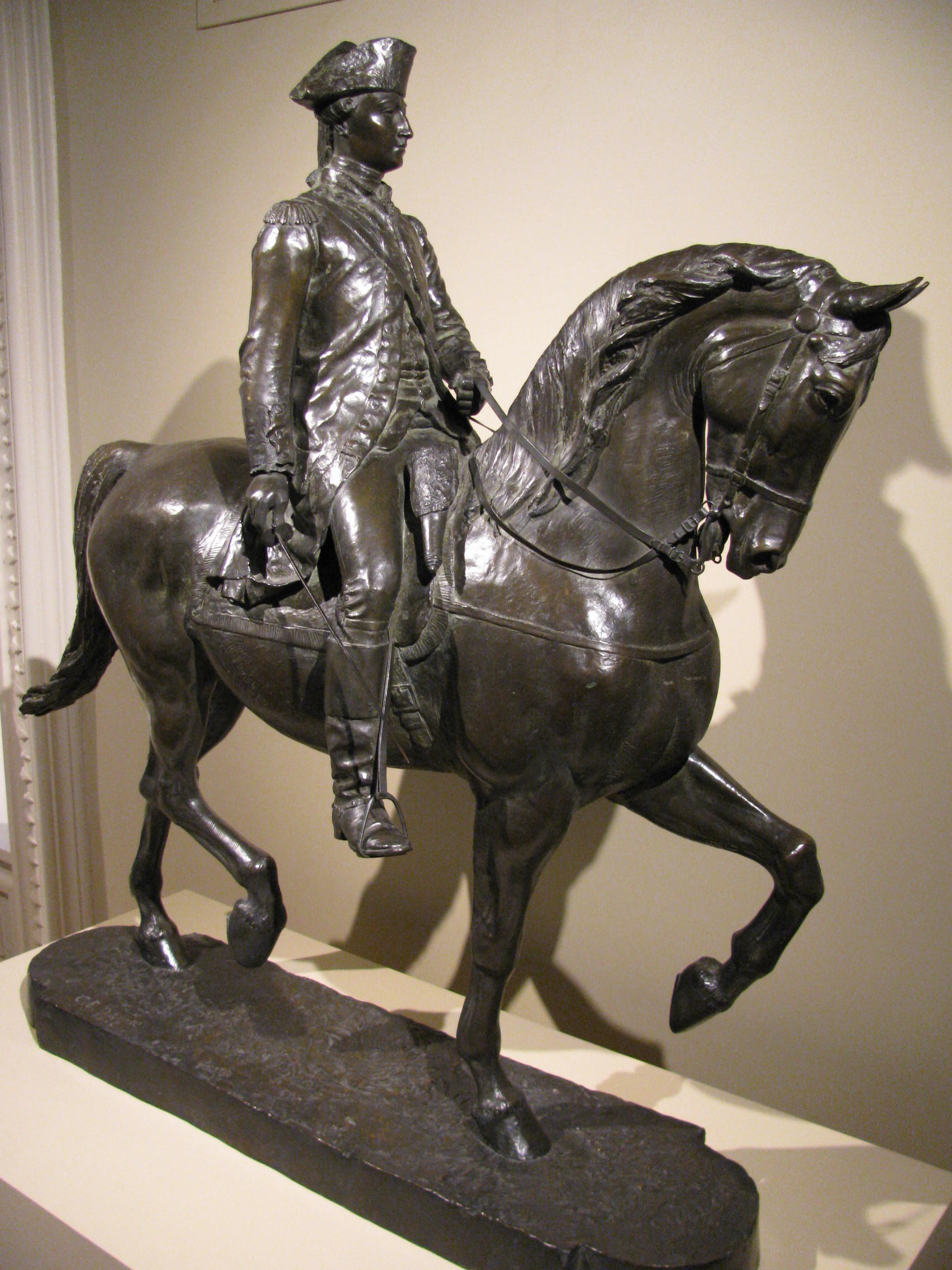
Lafayette (por Cyrus Edwin Dallin, 1889)

### Regresso a França
Em fevereiro de 1779, Lafayette regressou a Paris. Por ter desobedecido ao rei ao ir para a América, foi colocado em prisão domiciliária durante duas semanas. Mesmo assim, o seu regresso foi triunfante. O neto de Benjamin Franklin ofereceu-lhe uma espada incrustada de ouro no valor de 4 800 livre, autorizada pelo Congresso Continental, e o rei pediu para o visitar. Luís XVI, satisfeito com as acções de Lafayette contra os britânicos, restituiu-lhe o lugar nos dragões. Lafayette utilizou a sua posição para exercer influência no meio francês, para reunir mais apoios aos americanos. Trabalhando ao lado de Franklin, Lafayette conseguiu mais 6 mil soldados para serem comandados pelo general Jean-Baptiste de Rochambeau.
Lafayette recebeu a informação de que Adrienne tinha dado à luz um rapaz, a que deram o nome de Georges Washington Lafayette. Depois de o seu filho nascer, continuou a sua tarefa de arranjar mais ajuda para apoiar a revolução americana. Pediu mais uniformes e preparou a partida da frota. Antes de regressar à América, Lafayette e os franceses foram informados de que a força francesa iria operar sob o comando americano, com Washington a controlar as operações militares. Em março de 1780, Lafayette deu uma procuração ao homem de negócios Jacques-Philippe Grattepain-Morizot e a Adrienne, e partiu de França rumo à América, a bordo do Hermione, de Rochefort. Chegou a Boston em 28 de abril, levando notícias confidenciais sobre os reforços franceses (5 500 homens e 5 fragatas) para George Washington.

### Virginia e Yorktown

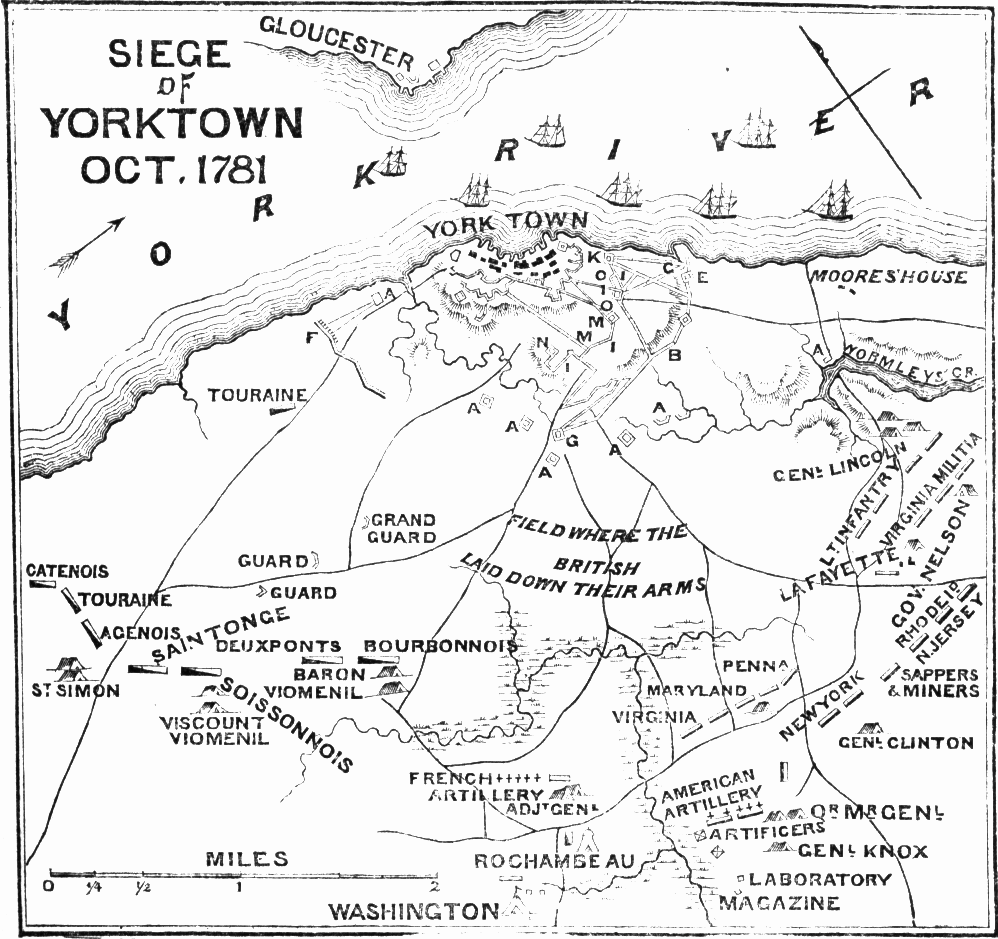
Mapas com os principais locais da Batalha de Yorktown

Lafayette regressou à América em maio de 1780 e, em agosto, assumiu o comando de duas brigadas de infantaria ligeira que operavam nas Highlands, a norte de New York City. As brigadas eram comandadas pelos brigadeiros- generais Enoch Poor e Edward Hand. Estas unidades seriam desmanteladas no final do ano, mas deram a Lafayette experiência adicional de comando no terreno.
George Washington, influenciado pela experiência no final de fevereiro de 1781, colocou LaFayette no comando de três regimentos de infantaria ligeira de New England e New Jersey. Os regimentos tinham à frente o coronel Joseph Vose de Massachusetts, o tenente-coronel Jean-Joseph Sourbader de Gimat, de França, e o tenente-coronel Francis Barber de New Jersey. No total, o número de tropas ascendia a 1 200 homens de infantaria ligeira. Foram enviados para a Virgínia para fazer frente a Benedict Arnold e para substituir Baron von Steuben. Lafayette conseguiu evitar as tentativas de Cornwallis de o capturar em Richmond. Em Junho, Cornwallis recebeu ordens de Londres para ir para Chesapeake Bay, e para supervisionar a construção de um porto, que serviria para apoiar um ataque a Filadélfia. Atrás da coluna britânica, seguia Lafayette que numa constante demonstração de força, encorajava a entrada de novos recrutas. Em Junho, os homens do general Anthony Wayne juntaram-se à força de Lafayette. De ambos os lados, foram várias as deserções, tendo Wayne executado seis homens. Lafayette propôs a saída dos seus homens por causa dos perigos que se aproximavam, mas todos permaneceram ao seu lado.
A 4 de Julho, os britânicos deixaram Williamsburg e prepararam-se para atravessar o rio James. Cornwallis enviou uma guarda avançada para o atravessar, tentando, assim, enganar Lafayette, caso este atacasse. Na Batalha de Green Spring, a 6 de julho, Lafayette deu ordem a Wayne para atacar com apenas 800 soldados. Wayne ficou frente-a-frente com uma força britânica numericamente superior, mas, em vez de se retirar, efectuou um ataque com baionetas. A carga americana serviu para ganhar tempo, e Lafayette deu ordem para retirar; os britânicos não efectuaram qualquer perseguição. O resultado foi uma vitória para Cornwallis, mas, do lado americano, a sua atitude de coragem elevou o moral dos homens.
Em agosto, Cornwallis tinha estabelecido a sua força em Yorktown, e Lafayette marcou a sua posição em Malvern Hill. Esta manobra colocou os britânicos numa situação complicada quando a frota francesa chegou. A 14 de Setembro de 1781, as forças de Washington juntaram-se às de Lafayette, permitindo, assim, conter os britânicos até à chegada de abastecimentos e reforços. No dia 28 de setembro, com a frota francesa a bloquear os britânicos, a força conjuntas atacaram no Cerco de Yorktown. A 14 de Outubro, os 400 homens de Lafayette do flanco direito americano, tomaram o reduto 9 depois das forças de Alexander Hamilton terem atacado o reduto 10, num combate corpo-a-corpo. Depois de um contra-ataque mal-sucedido, Cornwallis rendeu-se a 19 de outubro de 1781.

## Regresso a França e visita à América
Lafayette regressou a França a 18 de dezembro de 1781, tendo sido recebido como um herói, e, a 22 de janeiro de 1782, foi recebido em Versalhes. Testemunhou o nascimento da sua filha, a que deu o nome de Marie-Antoinette Virginie, um conselho de Thomas Jefferson. Foi promovido a marechal-de-campo, pulando, assim, várias patentes. De seguida, Lafayette ajudou a organizar uma expedição franco-espanhola contra as Índias Ocidentais Britânicas. O Tratado de Paris assinado entre a Grã-Bretanha e os Estados Unidos a 20 de janeiro de 1783, anulou, entretanto, a expedição.
Em França, Lafayette trabalhou em conjunto com Thomas Jefferson para estabelecer acordos comerciais entre os Estados Unidos e a França. Estas negociações tinham por objectivo reduzir a dívida americana a este país europeu, e incluía produtos como o tabaco e do óleo de baleia. Lafayette juntou-se ao grupo abolicionista francês Sociedade dos Amigos dos Negros, que defendiam o fim do mercado de escravos, e direitos iguais para os negros livres. Em 1783, em correspondência trocada com Washington, insistiu na emancipação dos escravos e em torna-los trabalhadores contratados. Apesar de Washington se opor, Lafayette adquiriu terrenos em Cayenne para a sua plantação La Belle Gabrielle, to "experiment" with education, and emancipation.

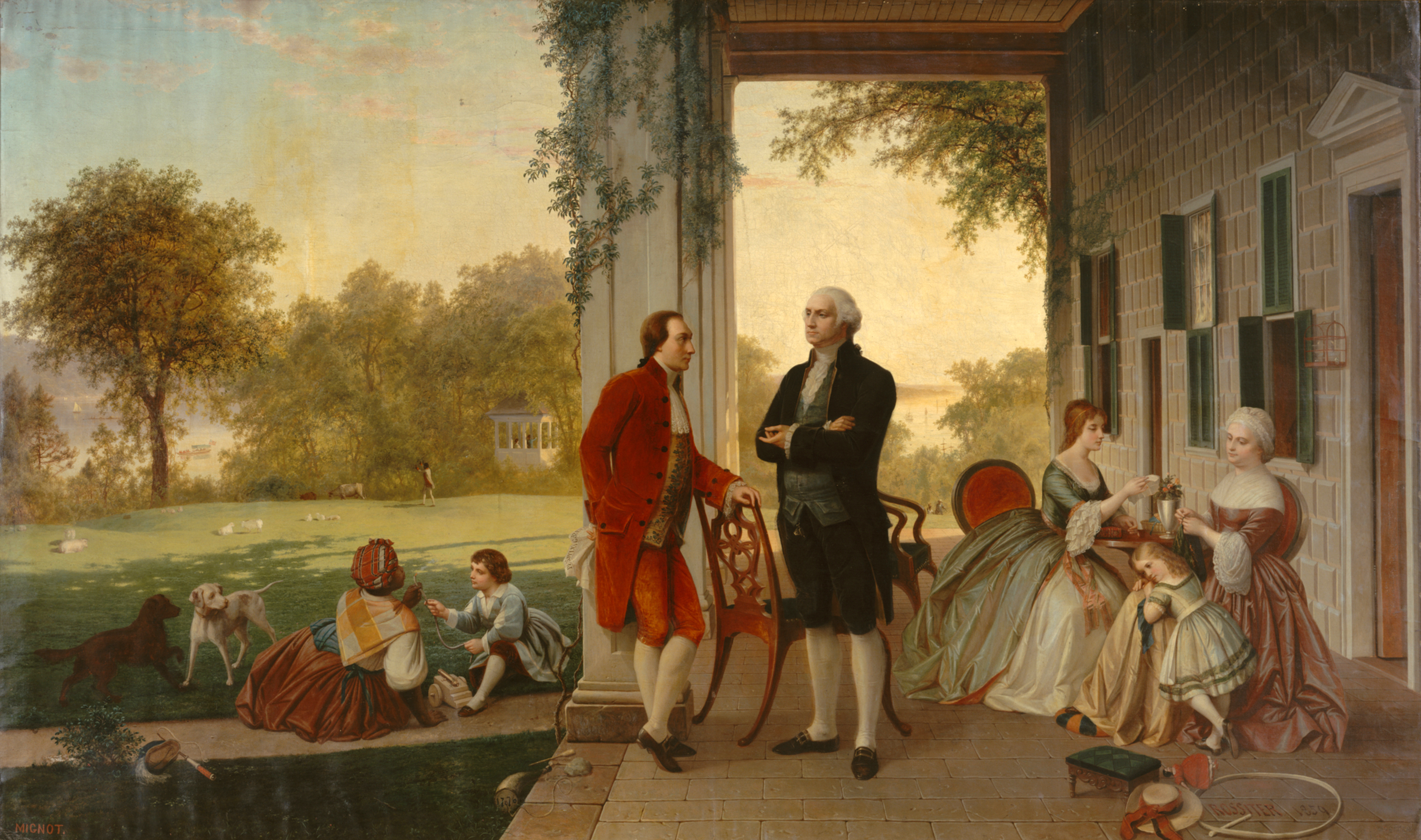
Lafayette e Washington em Mt. Vernon, 1784

Em 1784, Lafayette regressou à América e visitou todos os estados excepto o da Georgia. A viagem incluía uma visita à fazenda de Washington, em Mount Vernon, em 17 de agosto. Na Virginia, Lafayette falou perante a House of Delegates onde pediu "liberdade para toda a humanidade" e insistiu na emancipação. Lafayette defendia perante a Pennsylvania Legislature uma união federal, e visitou o Mohawk Valley, em Nova Iorque, para efectuar negociações de paz entre os Iroquois, alguns dos quais tinham conhecido Lafayette em 1778. Lafayette recebeu um título honorário de Harvard, um retrato de Washington da cidade de Boston, e um busto do estado da Virgínia. A legislatura de Maryland homenageou-o, e aos seus herdeiros masculinos, fazendo-o "Cidadão natural " do estado, o que lhe atribuiu cidadania norte-americana depois da ratificação da nova Constituição nacional. Mais tarde, Lafayette afirmaria que ele se tinha tornado cidadão americano mesmo antes do conceito de "cidadania francesa" existir. O Connecticut, Massachusetts e Virginia também lhe concederam cidadania.
Depois do seu regresso a França, Lafayette ter-se-à envolvido num romance com a condessa Aglaé d'Hunolstein, e que ele terá terminado, por carta datada de 27 de março de 1783, por pressão da sua família. Outro caso, de curta duração, foi com Madame de Simiane; no entanto, os historiadores estão divididos sobre se Adrienne sabia destes dois casos amorosos. Os inimigos de Lafayette foram dos principais responsáveis pelos boatos na corte.
Nos anos seguintes, Lafayette teve uma vida activa no Hôtel de La Fayette na rue de Bourbon, sede dos americanos em Paris, onde Benjamin Franklin, John Jay e a sua esposa Sarah Livingston, e John Adams e a sua mulher Abigail, se encontravam todas as segundas-feiras, e onde jantavam na companhia de famílias e nobreza liberal, como Clermont-Tonnerre e Madame de Staël.

## Revolução francesa

### Assembleia dos Notáveis e Estados-gerais

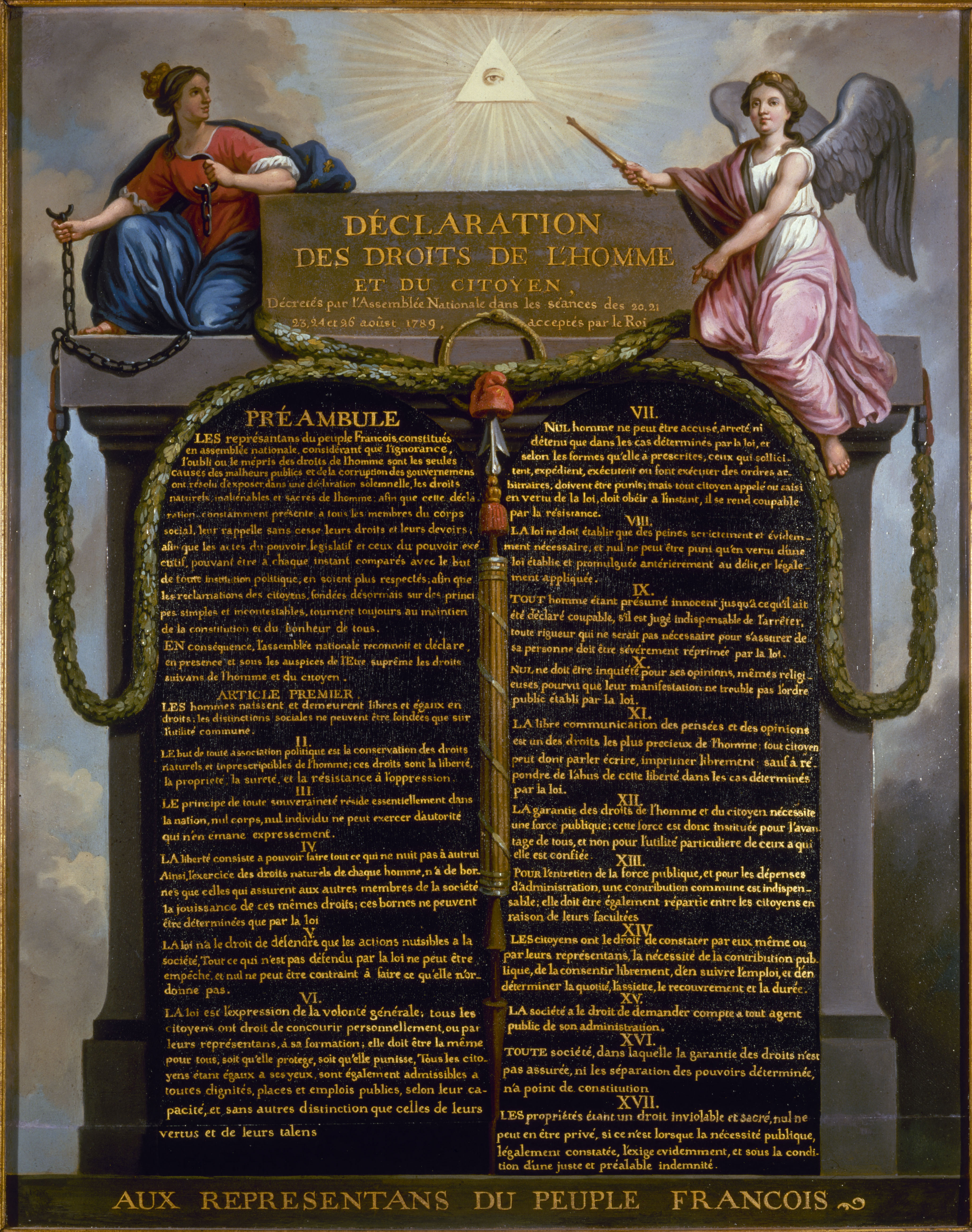
"Declaração dos Direitos do Homem e do Cidadão", proposta aos Estados-Gerais de Lafayette

O rei Luís XVI convocou a Assembleia dos Notáveis a 29 de dezembro de 1786, em resposta à crise financeira francesa. Luís XVI nomeou Lafayette para a Assembleia, na divisão do conde d'Artois, que se reuniu a 22 de fevereiro de 1787. Num discurso transmitido à assembleia, assinado e endossado por Lafayette, foi proposto reduzir despesas não necessária, que incluíam, entre outras, a aquisição de propriedades inúteis e presentes para membros da corte. Pediu uma "verdadeira assembleia nacional", que representasse as três classes da sociedade francesa: clero, nobreza e povo. A 8 de Agosto de 1788, o rei concordou em marcar os Estados-gerais para o ano seguinte. Lafayette foi eleito para representar a nobreza (Segundos Estados) de Riom nesses Estados-gerais.
Nos Estados-gerais convocados para 5 de maio de 1789, o debate começou com a questão se os delegados deviam votar por cabeça ou por Estado. Caso a votação fosse por Estado, a nobreza e o clero teriam vantagem sobre o povo; se fosse por cabeça, então o Terceiro Estado ficaria na frente. Antes da reunião, ele defendeu que a votação devia ser por cabeça, e não por Estado, como membro da "Comissão dos Trinta". A questão não ficou resolvida e, a 1 de junho, o Terceiro Estado pediu aos outros para se lhes juntar. Entre 13 e 17 de junho, muitos membros do clero e alguns da nobreza, concordaram; a 17, o grupo declarou-se Assembleia Nacional. Três dias mais tarde, as portas dos seus aposentos foram trancadas. Esta situação levou ao Juramento do Jogo da Péla , onde os membros juraram não se separar até a Constituição ser elaborada. Lafayette, juntamente com outros 46 membros, juntou-se à Assembleia Nacional, e, a 27 de junho, os restantes seguiram-nos. No dia 11 de julho de 1789, Lafayette apresentou um rascunho com a Declaração dos Direitos do Homem e do Cidadão. No dia seguinte, depois da demissão do ministro das Finanças, Jacques Necker, Camille Desmoulins organizou um grupo de cidadãos armados. O rei tinha cercado Paris com o Exército Real sob o comando do duque de Broglie. A 13 de Julho, a Assembleia elegeu-o para vice-presidente; um dia depois, a Bastilha foi invadida e controlada.

### Guarda Nacional, Versalhes e Dia dos Punhais

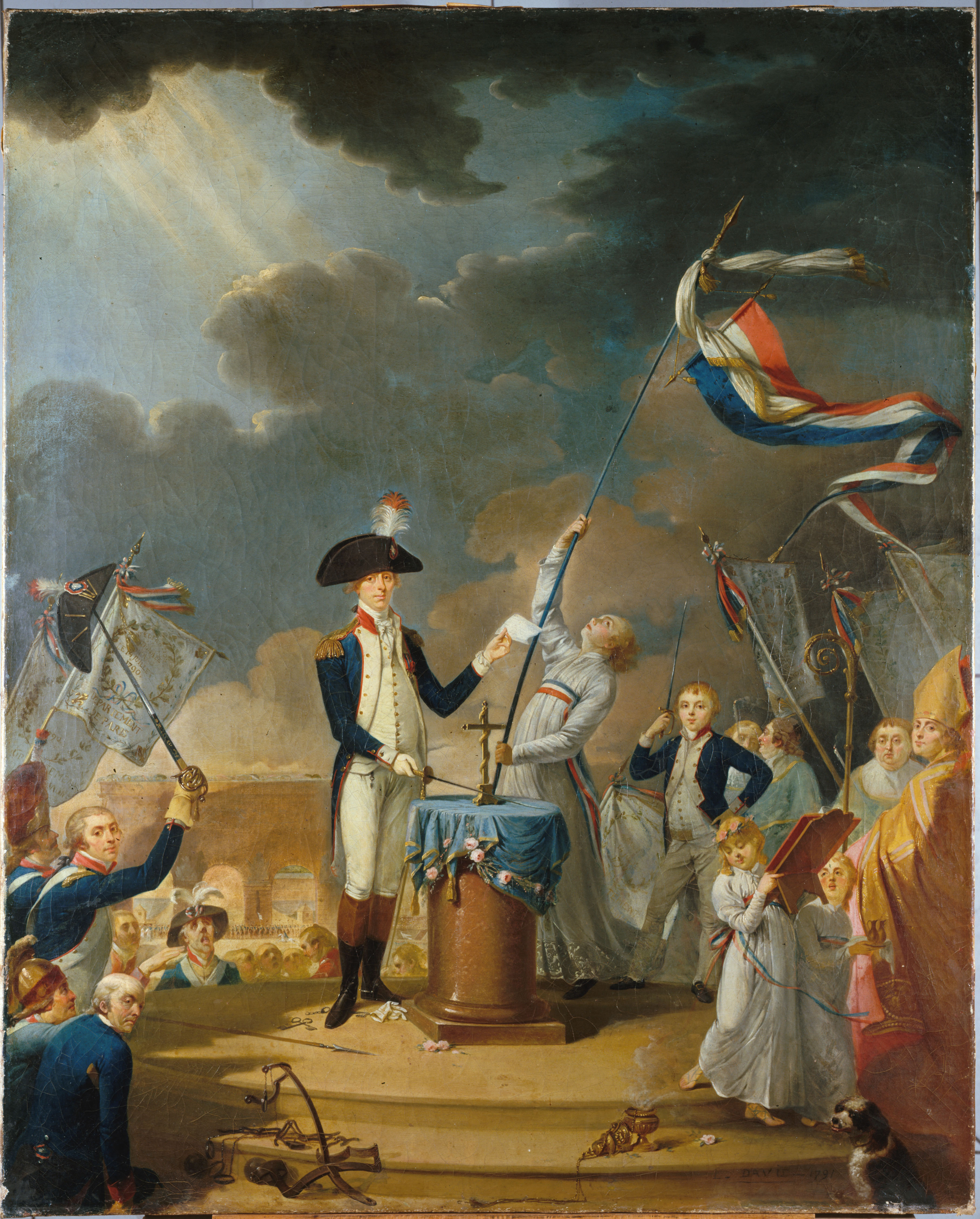
Juramento de Lafayette na Fête de la Fédération, 14 de julho de 1790. Talleyrand, então bispo de Autun, encontra-se à direita. A criança em pé é o filho de La Fayette, Georges Washington de La Fayette. Escola francesa, século XVIII. Museu Carnavalet.

A 15 de Julho, Lafayette foi aclamado comandante-em-chefe da Guarda Nacional Francesa, uma força armada criada para manter a ordem, sob a orientação da Assembleia. Lafayette propôs o nome e o símbolo do grupo: um laço azul, branco e vermelho. A 5 de Outubro de 1789, uma multidão parisiense, composta, na sua maioria, por mulheres vendedoras no mercado do peixe, marchou até Versalhes como reação à falta de pão. Alguns membros da Guarda Nacional seguiram a marcha, e quando Lafayette chamou de “sem sentido” àquela marcha, a Guarda Nacional opôs-se ao seu comando, e, de acordo com algumas fontes, terão dito "Ou vamos consigo, ou por cima de si"; Lafayette, relutantemente, liderou a Guarda Nacional até Versalhes. Aqui, o rei aceitou os votos da Assembleia acerca da Declaração dos Direitos do Homem e do Cidadão, mas recusou-se a regressar a Paris. Naquela noite, Lafayette substituiu a maior parte dos guardas reais por homens da Guarda Nacional. De madrugada, a multidão entrou no palácio. Antes de conseguirem entrar no quarto da rainha, Maria Antonieta fugiu para os aposentos do rei. Lafayette levou a família real para a varanda do palácio e tentou repor a ordem. A multidão insistiu que o rei e a sua família deviam ir para Paris, onde estavam instalados no Palácio das Tulherias. Na varanda, o rei Luís apareceu, e toda a gente começou a cantar "Vive le Roi!" ("Viva o Rei!"). Mas quando Maria Antonieta apareceu com os seus filhos, foi aconselhada a manda-los para dentro; depois, quando reapareceu sozinha, o povo pediu que a matassem, mas, ao manter-se firme, prestes a enfrentar a sua morte, ninguém abriu fogo. Depois de alguns momentos, e depois de armas serem baixadas, a multidão começou a cantar "Vive la Reine!" ("Viva a Rainha!").

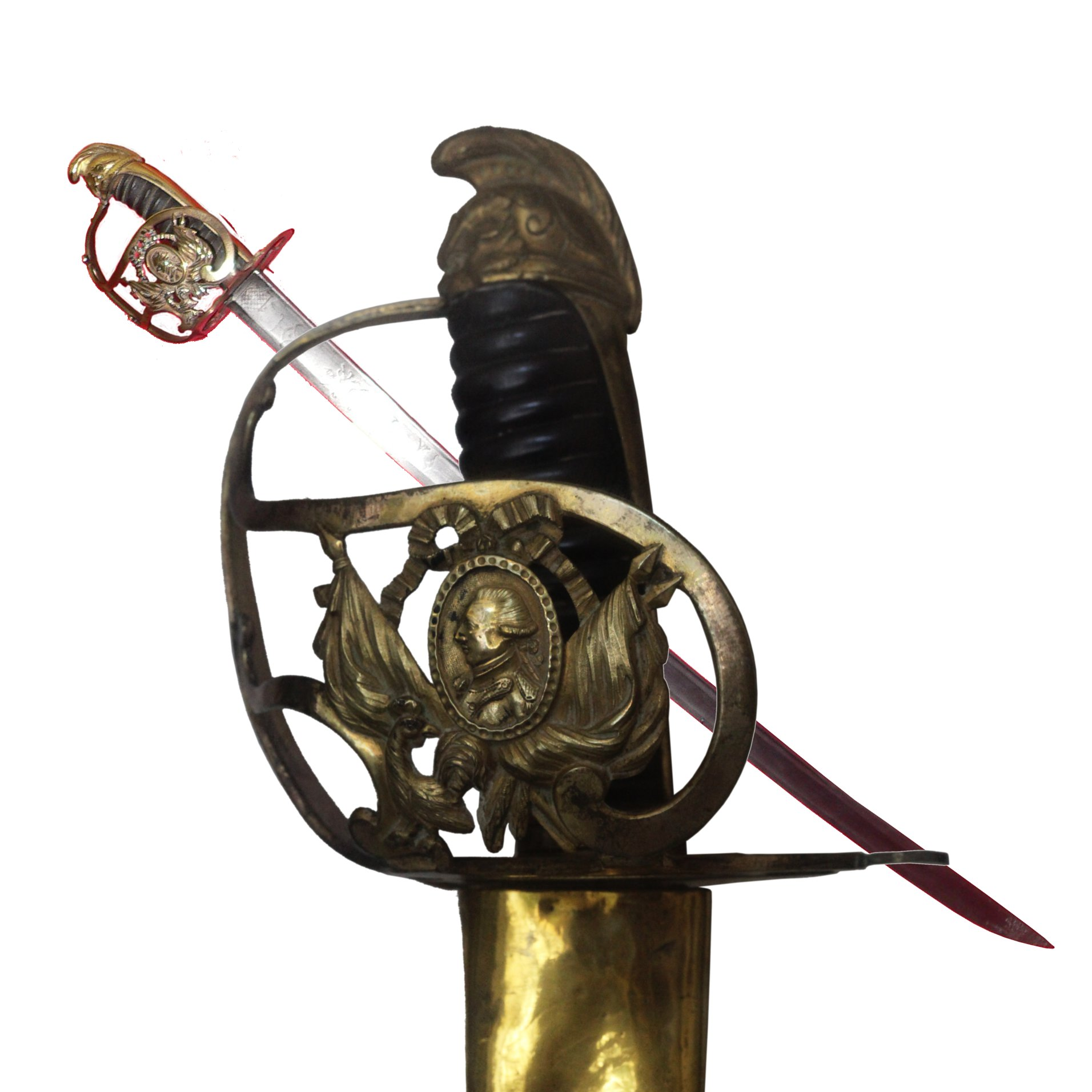
Sabre de um oficial dos voluntários da Guarda Nacional, com um perfil de Lafayette, c. 1790.

Como comandante da Guarda Nacional, Lafayette tentou manter a ordem. A 12 de Maio de 1790, criou, em conjunto com Jean Sylvain Bailly (presidente da câmara de Paris), um clube político chamado de "Sociedade de 1789". A intenção do clube era equilibrar a balança do poder face à influência dos jacobinos. No dia 14 de julho de 1790, Lafayette fez um juramento no Campo de Marte, prometendo "ser para sempre fiel à nação, à lei e ao rei; fazer cumprir, com todo o nosso poder, a constituição decretada pela Assembleia Nacional, e aceite pelo rei.".
Lafayette continuou a fazer todos os esforços por manter a ordem nos meses seguintes. A 20 de Fevereiro de 1791, o Dia dos Punhais, Lafayette viajou para Vincennes para verificar uma tentativa de abertura da prisão local. Entretanto, nobres armados seguiram para as Tuileries, com receio de que o rei, desprotegido, pudesse ser atacado. Lafayette regressou a Paris para desarmar os nobres. A 18 de Abril, a Guarda Nacional desobedeceu a Lafayette e impediu a partida do rei para Saint-Cloud na Páscoa.

### Declínio
A 20 de Junho de 1791, um golpe mal sucedido, designado por Fuga para Varennes, por pouco permitia ao rei escapar de França. Como chefe da Guarda Nacional, Lafayette tinha sido responsável pela protecção da família real. Este incidente fez com que fosse apontado como culpado, por Danton, e chamado de traidor por Maximilien Robespierre. Estas acusações mostravam Lafayette como realista, prejudicando a sua imagem aos olhos do povo. Este episódio recebeu o apoio, por todo o país, do movimento republicano, e separou os apoiantes do rei.

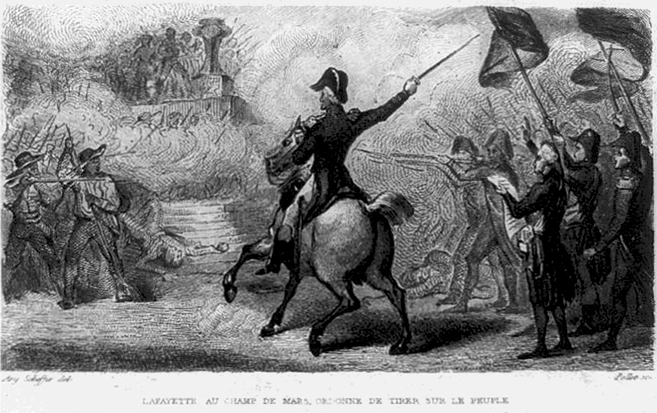
Massacre do Campo de Marte

Durante a restante metade de 1791, o estatuto de Lafayette continuou em queda. A 17 de Julho, os Cordeliers organizaram um evento no Champs de Mars, para angariar assinaturas para a petição de um referendo a Luís XVI. A multidão reunida, cerca de 10 000 cidadãos, enforcou dois homens suspeitos de espionagem.
Em resposta, a Assembleia pediu a Bailly, presidente da câmara de Paris, para "por um fim à desordem"; foi declarada a lei marcial; e as tropas da Guarda Nacional, sob o comando de Lafayette, marcharam para o local dos acontecimentos. Lafayette, à frente da coluna, transportava uma bandeira vermelha em sinal de lei marcial. A Guarda Nacional tentou dispersar a multidão sem usar da violência. A primeira tentativa da Guarda foi bem sucedida, e a multidão dispersou. No entanto, mais tarde, no mesmo dia, voltou a juntar-se, em parte pelos discursos proferidos por Georges Danton e Camille Desmoulins. A dada altura, foram arremessadas pedras às tropas. Julga-se que Lafayette terá dado ordens às suas tropas para disparar para o ar. Quando a multidão se manteve no mesmo local, Lafayette ordenou que se disparasse para a multidão. Os oficiais-superiores da Guarda Nacional, quando questionados, depois dos incidentes, afirmaram que tinha sido difícil controlar as acções dos soldados voluntários. Foram relatados muitos feridos, embora nem todos fatais; pensa-se que terá sido devido à desorganização e inexperiência da Guarda Nacional em lidar com situações de desordem. O número exacto de mortos é desconhecido; as estimativas situam-se entre os doze e os cinquenta.
Em conjunto com a Fuga para Varennes, este acontecimento, conhecido como Massacre do Campo de Marte, aumentou a desconfiança do povo em Lafayette e Bailly; no rescaldo, Lafayette demitiu-se da Guarda Nacional e Bailly deixou a sua posição como presidente da câmara. Em novembro, Lafayette concorreu contra Jérôme Pétion de Villeneuve na eleição para a presidência da câmara, após a saída de Bailly, mas perdeu por uma margem significativa. As críticas a Lafayette minaram a sua campanha eleitoral: o seu papel em Varennes e no massacre do Champs de Mars, foram os argumentos dos seus opositores políticos, tanto à direita como à esquerda.

### Conflitos e prisão

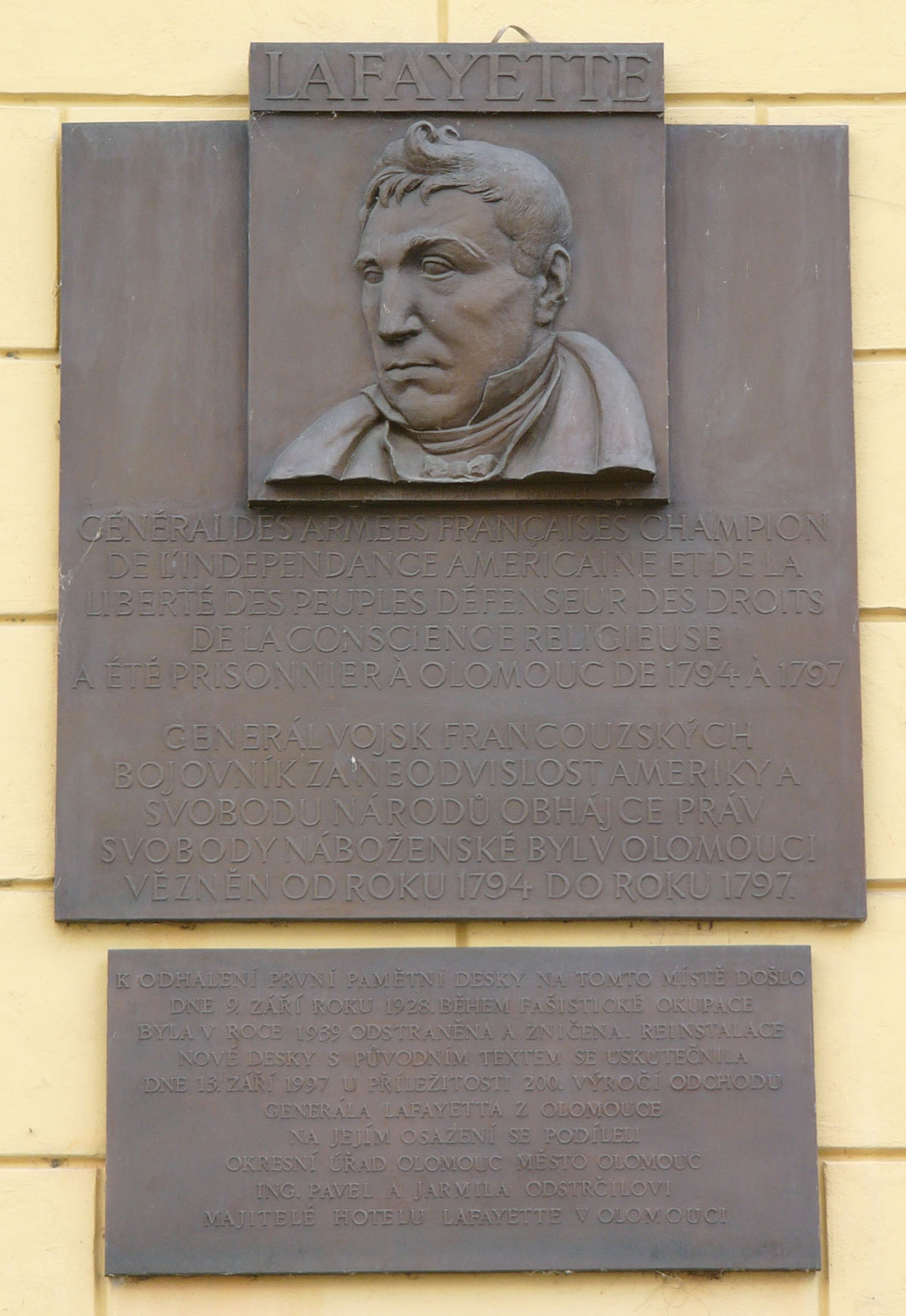
Placa memorial a Lafayette em Olomouc

Lafayette regressou à sua terra-natal, Auvergne no seguimento da derrota das eleições para a câmara. A França declarou guerra à Áustria a 20 de Abril de 1792, e os preparativos para invadir os Países Baixos do Sul (conhecidas naquela época como Países Baixos Austríacos, e no futuro como Bélgica), começaram; Lafayette recebeu o comando de um dos três exércitos, em Metz. A guerra prosseguiu mal: Lafayette, juntamente com Jean-Baptiste Donatien de Vimeur, conde de Rochambeau e Nicolas Luckner, pediram à Assembleia para dar início a um processo de paz, pois os generais temiam que o exército se fosse abaixo se fossem forçados a atacar.
Em junho de 1792, Lafayette criticou a crescente influência dos clubes radicais, através de uma carta à Assembleia, enviada do seu posto no terreno, e terminou a mesma pedindo que os partidos radicais fossem "encerrados à força". Ainda em maio, propôs, secretamente, a um diplomata de Bruxelas que a guerra devia parar até ele conseguisse fazer a paz em Paris, quem sabe pela força. As primeiras acções de Lafayette, apesar da proposta secreta, causaram algumas suspeitas de que ele planejava um golpe de estado. Maria-Antonieta informou as autoridades do plano de Lafayette, pois não era a favor da constituição. Lafayette deixou o seu comando e regressou a Paris a 28 de junho, onde pediu à Assembleia que os partidos radicais fossem considerados fora-da-lei, que a Guarda Nacional defendesse a monarquia e que a Constituição fosse mantida. O seu regresso aumentou a suspeita de que ele planejava um golpe de estado. De novo, Lafayette e os Feuillants, propuseram salvar a monarquia constitucional e a família real, unindo o seu exército com o do general Luckner. Maria-Antonieta recusou: Lafayette tinha perdido o apoio da monarquia e dos partidos radicais da Revolução.

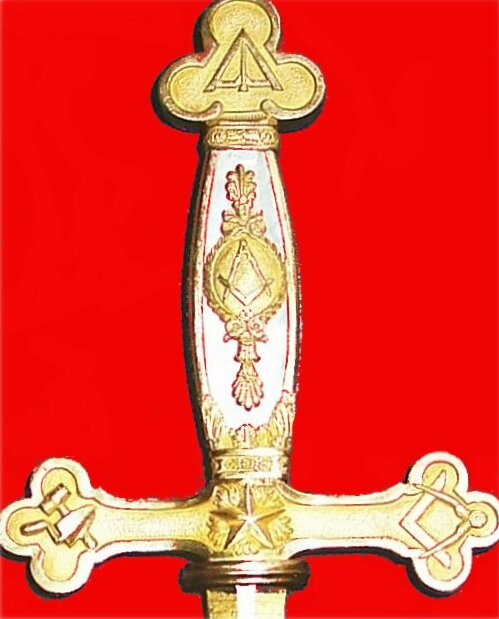
Espada de Lafayette

A 8 de Agosto, foi efectuado um voto contra Lafayette por ele ter abandonado o seu posto, com um resultado de mais de dois terços contra. Dois dias mais tarde, durante uma marcha do povo nas Tuileries, a Guarda Suíça abriu fogo contra o povo que se aproximava do palácio, dando início a uma batalha da qual resultariam 600 guardas e 400 cidadãos mortos. O rei e a sua família fugiram do palácio, e pediram refúgio na Assembleia Legislativa a qual, sob ameaça armada, suspendeu Luís XVI e convocou a Convenção Nacional. Comissários enviados da Comuna de Paris chegaram a Sedan, onde Lafayette liderava o Exército Francês do Norte, para informá-lo dos recentes acontecimentos, e para garantir o seu apoio ao novo governo. Lafayette recusou a oferta de um lugar executiva no novo governo, e mandou prendê-los, pois considerava-os "agentes de uma facção que tinha tomado o poder de forma ilegal". Outros comissários foram enviados para Sedan e informaram Lafayette de que ele tinha sido afastado do seu comando. A 19 de Agosto, a Assembleia declarou Lafayette como traidor, dando-lhe a quase certeza de que seria guilhotinado caso caísse nas mãos das novas autoridades radicais de França.
Lafayette, entretanto, tinha decidido fugir, junto com os seus oficiais, para a República dos Países Baixos. Ele esperava levar a sua família para a Grã-Bretanha e, depois, seguir para os Estados Unidos, mas não o conseguiu fazer. As tropas da coligação contra-revolucionária da Áustria e da Prússia estavam a juntar-se na região Sul dos Países Baixos, para invadir França, com a intenção de restaurar a antiga monarquia francesa. As tropas flamengas austríacas, sob o comando do major-general (mais tarde marechal-de-campo) Johann von Moitelle, prenderam o grupo de Lafayette na noite de 17 de Agosto, em Rochefort, naquela época uma localidade no oficialmente neutro Principado-Bispado de Liège. Entre os presos, estavam, para além de Lafayette, Jean Baptiste Joseph, chevalier de Laumoy; Louis Saint Ange Morel, chevalier de la Colombe; Alexandre-Théodore-Victor, conde de Lameth; Charles César de Fay de La Tour-Maubourg; Marie Victor de Fay, marquês de Latour-Maubourg; Juste-Charles de Fay de La Tour-Maubourg; e Jean-Xavier Bureau de Pusy. Entre 25 de Agosto e 3 de Setembro de 1792, Lafayette ficou detido em Nivelles; depois, foi transferido para o Luxemburgo onde um tribunal militar realista austro-prussiano declarou que ele, César de La Tour-Maubourg, Jean Bureaux de Pusy e Alexandre de Lameth, todos anteriormente deputados da Convenção Nacional francesa, eram "prisioneiros de estado" pelo seu papel à frente da Revolução. O tribunal condenou-os a serem presos até que o rei francês, restaurado, decidisse finalmente o seu destino pelos alegados crimes políticos. A 12 de Setembro de 1792, uma escolta militar da Prússia recebeu os homens da sua guarda austríaca. O grupo marchou, primeiro, ao longo do rio Moselle para Coblentz, e, depois, pelo rio Rêno para a cidade-fortaleza prussiana de Wesel, onde os franceses se mantiveram na cidadela de Wesel, desde 19 de setembro até 22 de dezembro de 1792. Quando as vitoriosas tropas revolucionárias franceses começaram a ameaçar a Renânia, o rei Frederico Guilherme II da Prússia transferiu os prisioneiros para a zona leste da cidadela em Magdeburg, onde ficaram por um ano, entre 4 de janeiro de 1793 e 4 de janeiro de 1794.
Quando o rei da Prússia decidiu que pouco teria a ganhar continuando a batalha contra o forte contingente revolucionário francês, e de que havia melhores oportunidades para o seu exército no Reino da Polônia, parou com as operações armadas contra a República e entregou os prisioneiros de estado ao seu primeiro parceiro de coligação, o monarca austríaco da Casa de Habsburgo, Francisco I. A escolta prussiana juntou Lafayette, Latour-Maubourg e Bureaux de Pusy em Nysa (Neisse) na Silesia, perto da fronteira norte dos territórios do imperador das Terras Checas (actual República Tcheca). A 17 de Maio de 1794, outra escolta levou-os, de carruagem, para a fronteira onde os aguardava uma unidade militar austríaca. No dia seguinte, por vola da meia-noite, os austríacos entregaram os prisioneiros numa prisão, uma antiga escola de jesuítas, na cidade-fortaleza de Olomouc (Olmütz), Morávia. Lafayette foi colocado em dois quartos com grossas paredes e grandes janelas, tapadas com duas grades, e com vista para as fortificações da zona sul da cidade.
Uma vasta rede internacional de apoiantes de Lafayette, centralizada em Filadélfia, Londres, Hamburgo-Altona e Paris, pressionaram, com as suas influências, as autoridades para a sua libertação e melhoria das condições da prisão. Também estabeleceram comunicações com ele, e ajudaram-no a projectar planos para a sua fuga. A tentativa de fuga mais espetacular foi apoiada pela cunhada de Alexander Hamilton, Angelica Schuyler Church e seu marido, John Barker Church, um membro do Parlamento Britânico, que tinha servido como comissário geral do Exército Continental Americano. Contrataram para agente um jovem médico, multilíngue, do Eleitorado de Hanôver britânico, Justus Erich Bollmann, que estabeleceu contacto com Lafayette na prisão, e recrutou um assistente, um estudante de medicina da Carolina do Sul de nome Francis Kinloch Huger. Curiosamente, Lafayette tinha passado a sua primeira noite na América, em 1777, em casa do pai de Huger, o major Benjamin Huger. Com a ajuda de Bollmann e Francis Huger, Lafayette conseguiu fugir durante uma viagem de carruagem escoltada, fora de Olomouc, uma viagem permitida pelo imperador por razões de saúde. Enquanto os seus apoiantes se encontravam a lutar com um feroz sargento austríaco, gritaram para que Lafayette fugisse para norte, em direcção à fronteira. No entanto, Lafayette depressa desapareceria da vista dos seus ajudantes, e perdeu-se no campo. Naquela noite, 8 de Novembro de 1794, um curtidor, desconfiado com a pronúncia e gramática de Lafayette, denunciou-o ao responsável da vila de Rýžoviště (Braunseifen), perto de Šternberk, que lhe montou uma emboscada, prendeu Lafayette elevou-o de volta para prisão.
A esposa de Lafayette, Adrienne, também passava por um longo cativeiro. Começou a 17 de setembro de 1792, quando foi colocada em prisão domiciliária. Adrienne pediu ajuda aos americanos. Por razões políticas, a jovem nação não podia ajudar a família de forma oficial, embora tenham pago, retroactivamente, US$ 24 424 a Lafayette pelo seu serviço militar, tendo Washington enviado, pessoalmente, dinheiro. Em maio de 1794, durante o Reino do Terror, Adrienne foi transferida para a Prisão de La Force, em Paris; andou de prisão em prisão e, se não fossem o esforço diplomático americano, teria a mesma sorte da sua irmã, mães, avó e outros familiares, que morreram na guilhotina. Por fim, depois da queda de Robespierre e do seu partido radical jacobino, foi libertada no dia 22 de janeiro de 1795.
Adrienne organizou as finanças da família e pediu passaportes americanos aos Estados Unidos. James Monroe assegurou os passaportes para Adrienne do Connecticut, que tinha garantido, a toda a família Lafayette, a cidadania americana. O seu filho Georges, que estava escondido para escapar à execução, foi enviado para os Estados Unidos. Ela, contudo, viajou com as suas duas filhas adolescentes, Anastasie e Virginie, para Dunquerque, e embarcou para o porto dinamarquês de Altona (mais tarde, Hamburgo-Altona) e para a Cidade Imperial Livre de Hamburgo. Aqui, ele contratou um funcionário bilíngue, comprou uma carruagem e partiu para sudeste, através dos estados alemães, para Viena, para uma audiência com Francisco I. Apanhado de surpresa, Francisco deu permissão a ela e às suas filhas, para viverem com Lafayette em cativeiro. Lafayette, que vivia numa solitária desde a sua tentativa de fuga, um ano antes, ficou em êxtase quando os soldados abriram a porta da sua prisão para fazer entrar a sua mulher e filhas, no dia 15 de outubro de 1795. Nos dois anos seguintes, a família passou os dias confinada aos dois quartos de Lafayette, enquanto as filhas dormiam, à noite, num terceiro quarto adjacente.
Através dos jornais, diplomacia e pedidos pessoais, os simpatizantes de Lafayette de ambos os lados do Atlântico, fizeram sentir a sua influência, em particular na câmara legislativa francesa, no Diretório, ministro das relações exteriores e exército. Um jovem e vitorioso general, Napoleão Bonaparte, negociou a libertação de prisioneiros de estado em Olomouc, uma antecipação ao Tratado de Campo Formio. Assim, e passados cinco anos, o cativeiro de Lafayette chegou ao fim. A família Lafayette, e os seus companheiros, deixaram Olomouc sob escolta austríaca na manhã de 19 de setembro de 1797, atravessaram a fronteira Boémia-Saxónia a norte de Praga, e foram oficialmente entregues ao cônsul Americano em Hamburgo, no dia 4 de outubro.
Os Directores franceses e Napoleão, no entanto, viam Lafayette como um rival político, e não queriam que ele regressasse a França. Permaneceu no exílio na província dinamarquesa de Holstein e na República da Batávia por mais dois anos, até ao golpe de estado de Napoleão, 18 de brumário, no dia 9 de novembro de 1799. Lafayette aproveitou a mudança de regime para entrar em França com um passaporte em nome de "Motier". Conseguiu convencer Napoleão de que planejava levar uma vida discreta no campo. Recusando-se a prestar serviço no exército de Napoleão, Lafayette demitiu-se da carreira militar. Os Lafayette mudaram-se para La Grange, que Adrienne tinha herdado da sua mãe. Os seus admiradores passaram a visitar La Grange, como Charles James Fox.

## Últimos anos

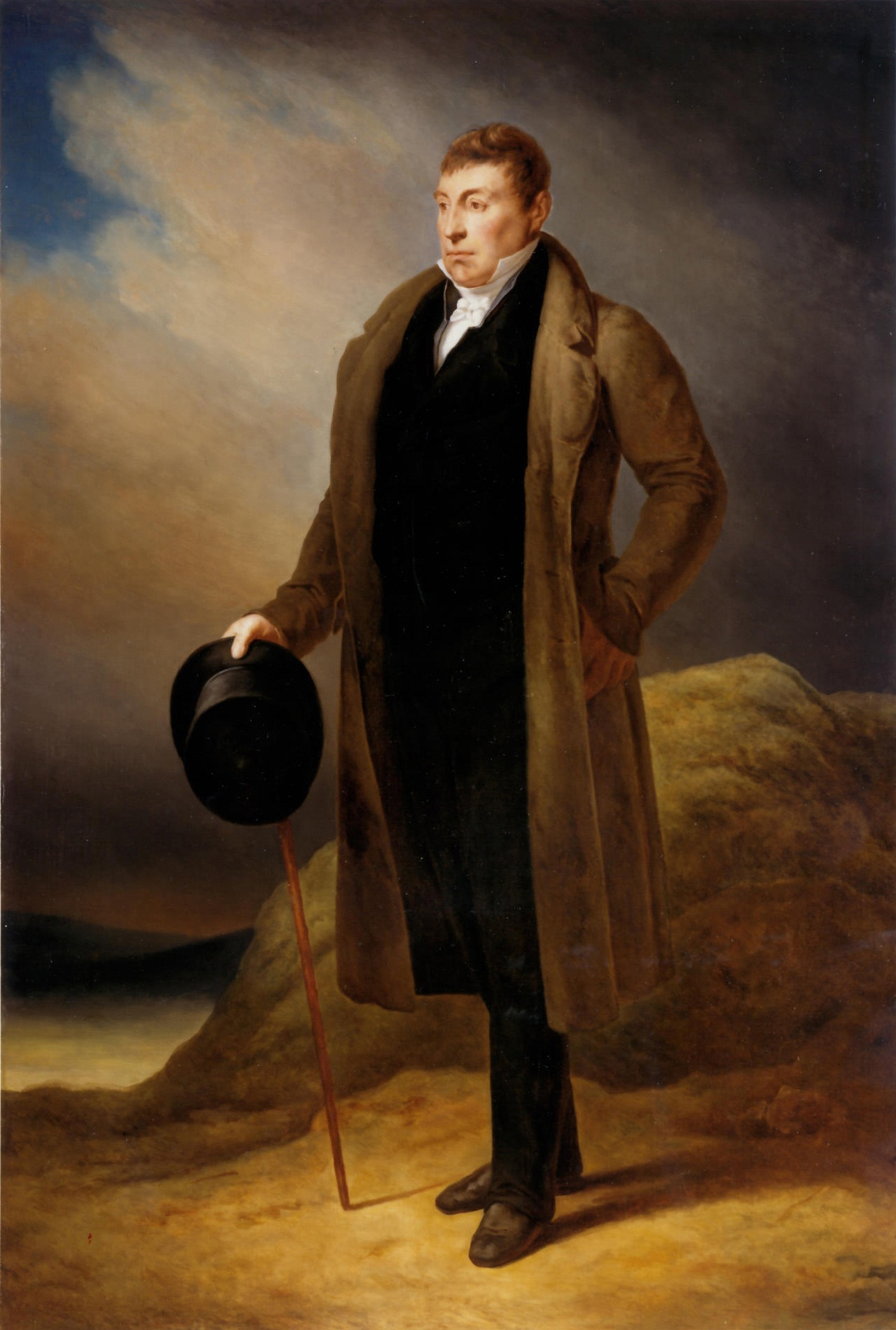
Retrato de 1824 por Scheffer, Casa dos Representantes dos Estados Unidos

Lafayette estava reticente em cooperar com o governo de Napoleão. Em 1804, este foi coroado Imperador depois de um plebiscito no qual Lafayette não participou. Permaneceu relativamente discreto, embora tenha falado publicamente sobre os acontecimentos do Dia da Bastilha. Depois da Louisiana Purchase, Jefferson perguntou-lhe se ele estaria disposto em ser seu governador. Lafayette recusou, justificando com problemas pessoais e o desejo de trabalhar pela liberdade em França. Durante uma viagem a Auvergne, Adrienne ficou doente, em parte pelo tempo que passou na prisão. Em 1807, começou a ter episódios de delírio, mas recuperou na véspera do Natal, o suficiente para juntar a família em redor do seu leito, e se despedir de Lafayette: "Je suis toute à vous" ("Sou toda sua."). Morreu no dia seguinte.

### Os Cem Dias
Lafayette foi eleito para a Câmara dos Representantes, de acordo com a Carta de 1814, durante os Cem Dias, a qual impunha a abdicação de Napoleão depois de Waterloo. Lucien Bonaparte apresentou-se na assembleia para anunciar a sua abdicação. Lafayette respondeu:
Com que direito vem aqui acusar a nação...falta de perseverança no interesse do imperador? A nação seguiu-o nos campos de Itália, pelas areias do Egipto e pelas planícies da Alemanha, através dos desertos gelados da Rússia.... A nação seguiu-o em cinquenta batalhas, nas suas derrotas e nas suas vitórias, e ao fazê-lo temos de chorar o sangue de três milhões de franceses.

### Carbonária
Luís XVIII e os ultra-realistas tornaram-se progressivamente repressivos. Em 1823, Lafayette envolveu-se na conspiração de Saint-Amand Bazard, nos primeiros tempos da insurreição carbonária em Belfort. A França interveio contra o governo liberal em Espanha, aumentando o patriotismo, e desacreditando os dissidentes. Em 1825, Carlos X foi coroado, e os ultra-realistas consolidaram o poder.

### Viagem pelos Estados Unidos

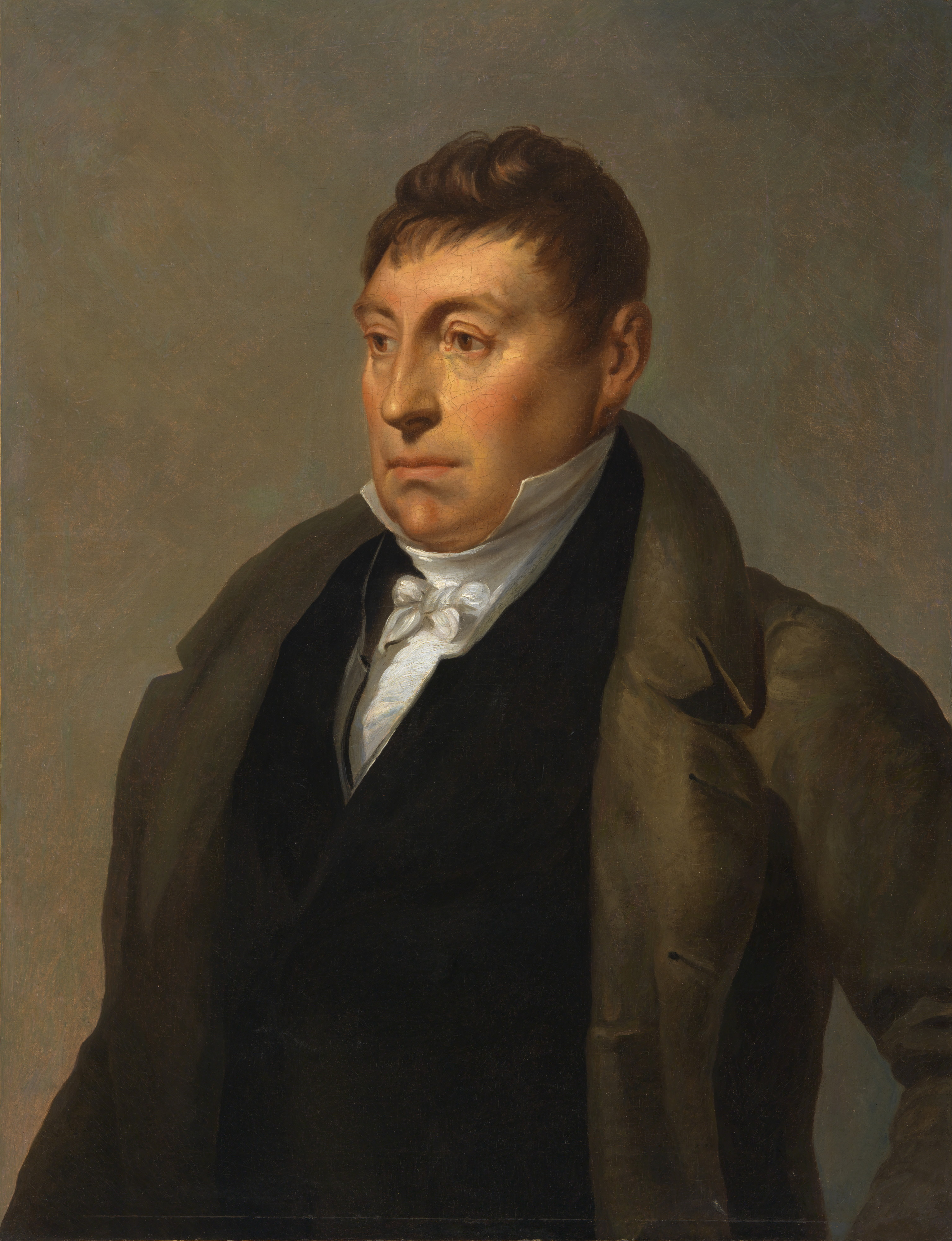
Retrato do general Lafayette (de Matthew Harris Jouett) em 1825

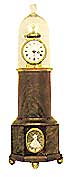
A lighthouse clock feito por Simon Willard para comemorar a visita do marquês à biblioteca da Casa Branca.

O Presidente James Monroe convidou Lafayette a visitar os Estados Unidos entre agosto de 1824 e setembro de 1825, em parte para celebrar o 50.º aniversário da nação. Durante a sua viagem, visitou 24 estados americanos, viajando mais de 6 000 milhas (9 656 km). Lafayette chegou Staten Island, em Nova, vindo de França, no dia 15 de Agosto de 1824, sendo recebido por uma salva de artilharia. As cidades que visitou, incluindo Fayetteville, a primeira cidade com o seu nome, receberam-no com muito entusiasmo. Durante a sua volta ao país conheceu James Armistead Lafayette, um negro livre que tinha recebido o seu nome. A 17 de Outubro de 1824, Lafayette visitou Mount Vernon e o túmulo de George Washington. No dia 4 de novembro, visitou Jefferson em Monticello, e a 8 participou num banquete úblico na Universidade da Virginia. Em seguida, foi homenageado com a adesão honoraria na Sociedeade Literária e de Debate de Jefferson daquela universidade. No final de agosto de 1825, regressou a Mount Vernon. Uma unidade militar decidiu passer a usar a designação de National Guard, em honra da Garde Nationale de Paris de Lafayette. Este batalhão, mais tarde 7.º Regimento, estava na frente quando Lafayette passou por Nova Iorque, antes de regressar a França nas fragata USS Brandywine. Mais tarde, na viagem, recebeu, de novo, a cidadania honoraria de Maryland. Lafayette foi festejado na inauguração da Universidade George Washington, em 1824. Foi decidido, pelo Congresso dos Estados Unidos, que lhe fosse entregue um montante de US$ 200 000, e uma área de terreno para aí instalar um apequena cidade. Ele escolheu estabelecer a sua cidade, actualmente conhecida como Lafayette Land Grant, perto de Tallahassee, Florida.
Nas suas recordações em 1873, Israel Jefferson, antigo escravo em Monticello, referiu uma conversa que Lafayette teve quando visitou Thomas Jefferson em 1824: "Lafayette salientou que pensava que os escravos deviam ser livres; que nenhum homem podia ter direito a ser o dono de outro homem; que ele prestou os seus melhores serviços, e e gastou o seu dinheiro, em nome dos americanos, sem esperar retorno, pois sentia que eles estavam lutando por um grande e nobre princípio – a liberdade da humanidade; que, em vez de todos serem livres, uma porção era mantida em cativeiro (o que parecia entristecer seu nobre coração); que seria mutuamente benéfico para senhores e escravos se estes fossem educados, e assim por diante. ... Essa conversa foi muito gratificante para mim, e eu a apreciei no meu coração.".

### Tomada de posse de Louis-Philippe
À medida que a monarquia restaurada de Carlos X se tornava conservadora, Lafayette reapareceu como uma figura pública de destaque. Ele tinha sido um membro da Câmara dos Deputados de Seine-et-Marne desde 1815 e tinha perseguido a abdicação de Napoleão. Ao longo da sua carreira legislativa, continuou a defender causas como a liberdade de imprensa, direito a voto a todos os contribuintes, e a abolição geral da escravatura. Lafayette deixou de se expôr tanto como o fazia anteriormente; contudo, tornou-se mais interveniente nos acontecimentos que deram origem à Revolução de Julho de 1830.

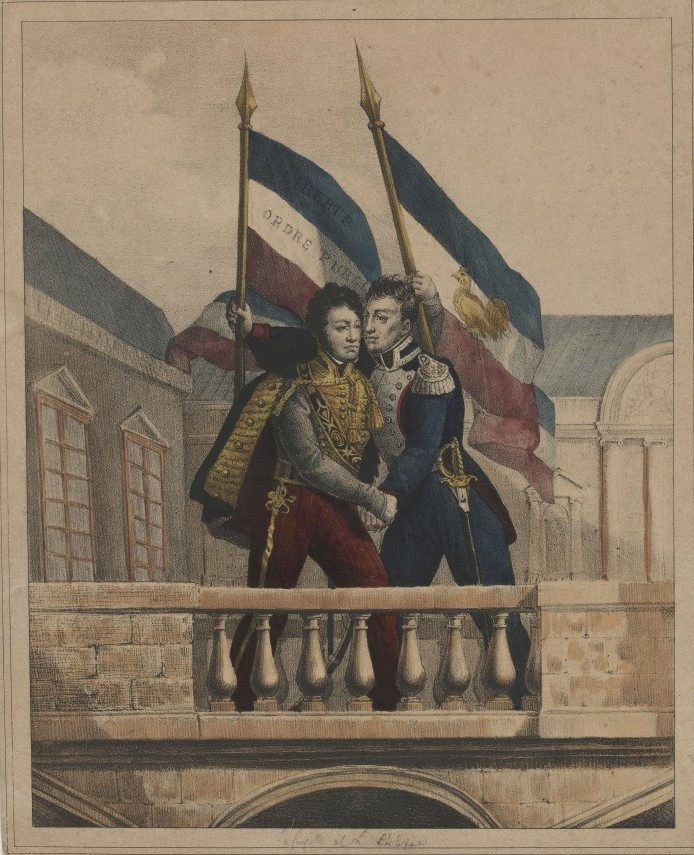
La Fayette e o duque d'Orléans, 31 de Julho de 1830

Quando o monarca propôs que os roubos à igrejas fossem considerados como crime capital, as vozes contra a coroa aumentaram. A 27 de julho de 1830, os parisienses começaram a erguer barricadas por toda a cidade, dando origem a motins. Lafayette criou uma comissão como governo interino. No dia 29 de julho de 1830, a comissão pediu a Lafayette para assumir o papel de ditador, mas hesitou em dar a coroa a Louis-Philippe. Lafayette foi reintegrado como comandante da Guarda Nacional pelo novo monarca, o qual acabou com aquele posto após o comando inconsistente de Lafayette durante o julgamento dos ministros de Artois, e para colocar de lado a oposição republicana que era liderada por Lafayette.
Em 1832, confrontou o Ministro das Relações Externas, Horace François Bastien Sébastiani de La Porta, acerca da anexação da Polónia pela Rússia.

### Morte

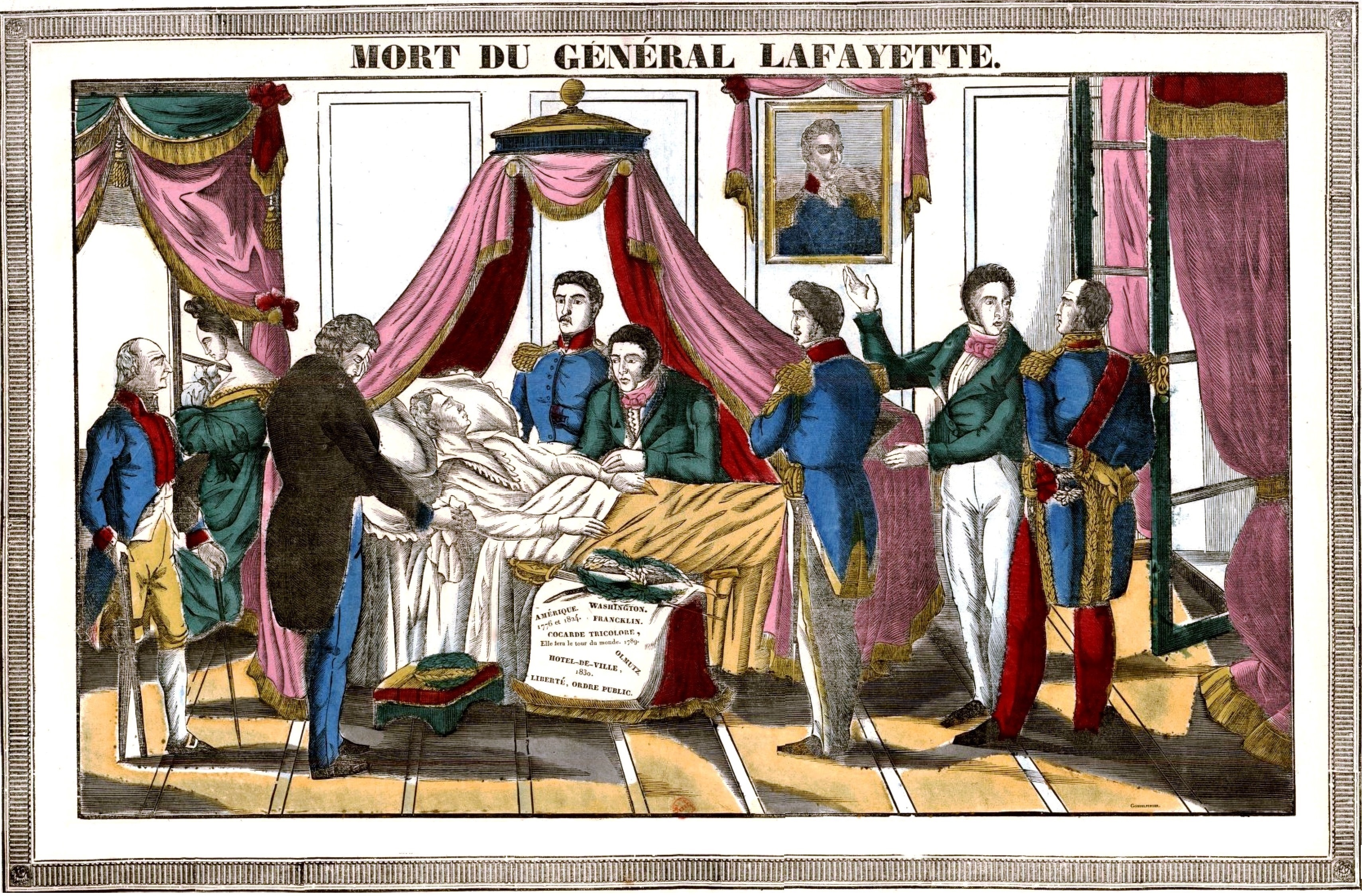
Mort du général Lafayette - Gondelfinger - 1834

A última vez que Lafayette discursou na Câmara dos Deputados foi a 3 de Janeiro de 1834. O Inverno estava a ser frio e molhado e, um mês depois, desmaiou num funeral devido a uma pneumonia. Embora tivesse recuperado, voltou à cama em Maio.

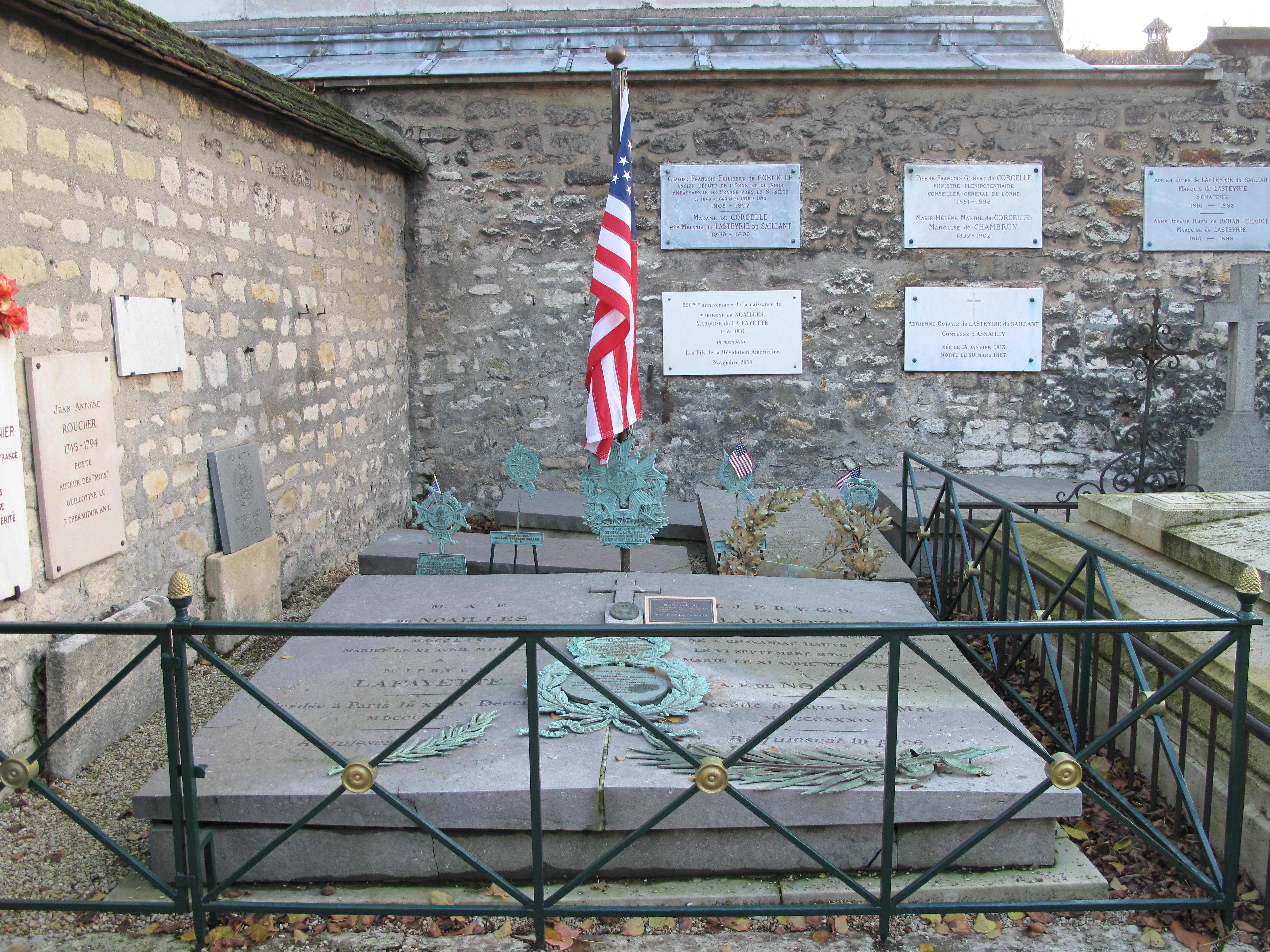
Sepultura de Lafayette no Cemitério Picpus em Paris.

Lafayette morreu no dia 20 de maio de 1834, na rua d'Anjou-Saint-Honoré em Paris (actual rua d'Anjou no 8º arrondissement de Paris). Foi sepultado ao lado da sua esposa no Cemitério de Picpus em terra trazida de Bunker Hill. O rei Louis-Philippe deu instruções para realizar um funeral militar para evitar a presença do público. A multidão juntou-se para protestar a sua exclusão do funeral de Lafayette.
François-René de Chateaubriand escreveu sobre a morte de Lafayette, e expressou o seu arrependimento por ter criticado a sua reputação em França:
Neste ano de 1834, o Senhor de Lafayette morreu. Talvez já tenha sido injusto com ele ao falar dele; talvez já o tenha retratado como um idiota, com duas caras e duas reputações; um herói do outro lado do Atlântico, um palhaço deste. Foram precisos mais de quarenta anos para reconhecer as qualidades do Senhor de Lafayette, as quais foram sendo, insistentemente, negadas. Na tribuna, expressou-se de forma fluente com a atitude de um homem com educação. Nada de mal há a assinalar à sua vida; era afável, prestativo e generoso.

## Legado

### Honrarias

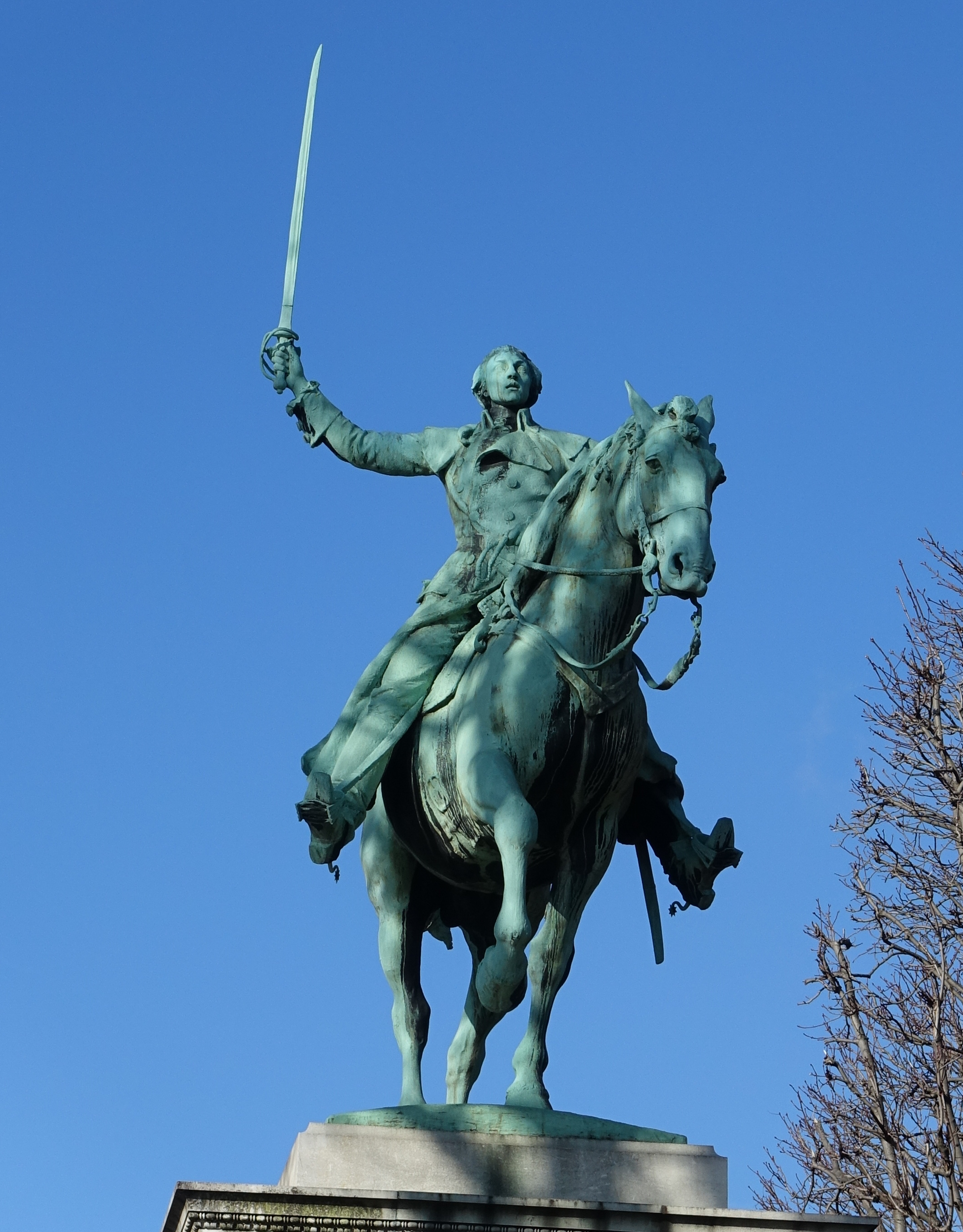
Monumento a Lafayette em Paris

O presidente americano Andrew Jackson deu ordem para que o seu funeral tivesse as mesmas honras dos de John Adams e George Washington. Assim, foram disparadas 24 salvas de postos militares e navios, significando, cada um deles, os estados dos Estados Unidos. As bandeiras foram colocadas a meia-haste durante 35 dias e "os oficiais militares ficaram de luto durante seis meses". Também o Congresso expressou o seu luto, e pediu para que todo o país se vestisse de preto durante os trinta dias seguintes.

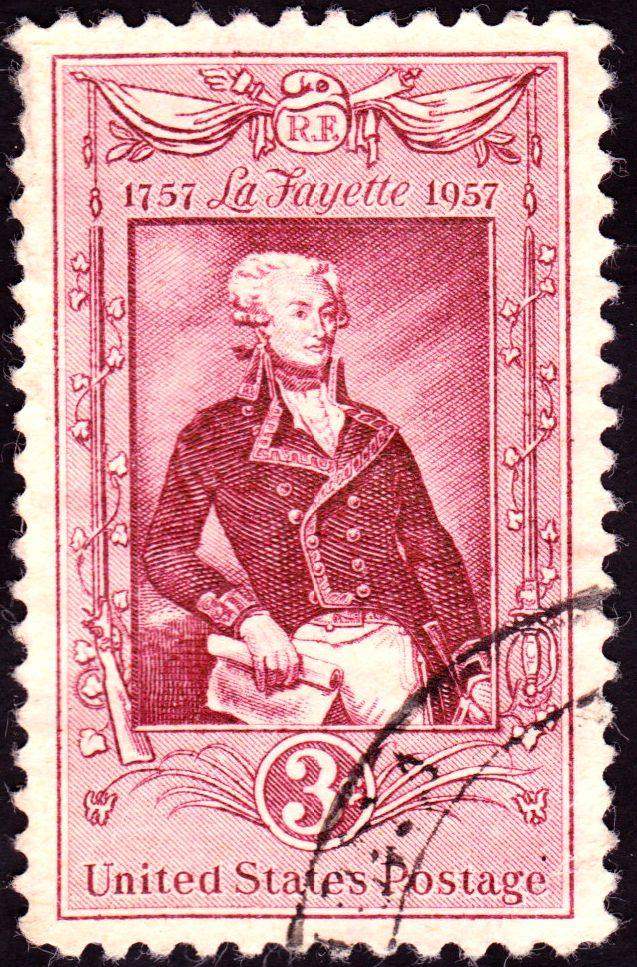
Selo postal, edição de 1957, 3c, comemorando o 200º aniversário do nascimento de La Fayette

Nos Estados Unidos foram muitas as honras prestadas a Lafayette. Em 1824, o governo americano deu o nome de Lafayette Park em sua homenagem; situa-se a norte da Casa Branca, em Washington, D.C.. Em 1826, foi construído o Lafayette College em Easton, Pennsylvania. Lafayette foi homenageado com um monumento em New York City em 1917. Retratos mostram Washington e Lafayette na câmara dos EUA Câmara dos Deputados.
A 4 de Julho de 1917, pouco depois dos Estados Unidos terem entrado na Primeira Guerra Mundial, o coronel Charles E. Stanton visitou o túmulo de Lafayette e disse a famosa frase "Lafayette, estamos aqui." Depois da guerra, foi colocada uma Bandeira dos Estados Unidos, permanentemente, no local onde se encontra sepultado. Todos os anos, no Dia da Independência, a Bandeira é substituída numa cerimónia conjunta franco-americana. Mesmo durante a ocupação alemã de Paris, durante a Segunda Guerra Mundial. Ao visitar a Córsega em 1943, o general George S. Patton comentou sobre como as forças Free French tinham libertado o local de nascimento de Napoleão, e prometeu que os americanos libertariam o de Lafayette.
Embora se tenha naturalizado cidadão Americano ainda em vida, Lafayette recebeu a cidadania dos Estados Unidos pelo Congresso em 2002. A Ordem de Lafayette foi criada em 1958 pelo representante americano Hamilton Fish III, um veterano da Segunda Guerra Mundial, para promover a amizade franco-americana, e para homenagear os americanos que combateram em França. A fragata Hermione, na qual Lafayette regressou da América, foi reconstruída no porto de Rochefort, Charente-Maritime, em França.

### Reputação histórica
A reputação de Lafayette na América foi sempre alta, tanto na mente popular como na entre os acadêmicos. A perspectiva deste último grupo é dominada pelo trabalho de Louis R. Gottschalk, uma biografia em seis volumes (publicada entre 1935-1973), que centra a vida de Lafayette em 1790. O historiador Gilbert Chinard afirmar, no que diz respeito aos americanos, “Lafayette tornou-se uma figura lendária e um símbolo ainda em novo, e as sucessivas gerações foram sempre aceitando o mito e, qualquer tentativa de denegrir a aura republicana do jovem herói seria, provavelmente, considerada como um sacrilégio”. Crout refere que a sua participação na Revolução Americana
"serviu de incentivo às gerações seguintes, em todo o mundo, para se revoltarem contra todos os conflitos que envolvessem os princípios dos direitos humanos e das liberdades. Ele foi o mais distinto voluntário estrangeiro do exército americano que conseguiu ganhar a sua própria legitimidade."
A sua reputação entre os historiadores franceses é mais problemática. François Furet inclui Lafayette entre as 14 figuras mais importantes da Revolução Francesa, onde desempenhou um papel chave entre 1789-92. Ele é elogiado como a personificação dos ideais liberais de 1789, mas não recebeu muitos elogios. Os historiadores franceses afirmam que ele era muito ambicioso, mas com uma capacidade intelectual demasiado medíocre para desempenhar um papel mais distinto. Lafayette pouco escreveu, e quanto mais os franceses conheciam a sua vida, menos impressionados ficavam. Para os historiadores de esquerda, ele foi um traidor da gloriosa causa; já para os de direita, ele não tinha grande capacidade para ser um herói.